# Золотая Орда
Золота́я Орда́ или Улу́с Джу́чи — государство c многоэтничным населением в центральной Евразии, существовавшее в XIII—XV веках. Принадлежит к числу крупнейших государств Средневековья. Образована в 1224 году как улус в составе Монгольской империи. После её раздела во второй половине XIII века — суверенное государство.
Улус Джучи был образован в 1224 году, когда Чингисхан выделил своему старшему сыну Джучи завоёванные земли в восточном Дешт-и-Кипчаке и Хорезме. В 1230—1240-х годах сыновья Джучи — Орда-Эджен и Бату в результате Западного похода значительно расширили территорию улуса и перенесли столицу в Нижнее Поволжье. В 1269 году при хане Менгу-Тимуре обрела полную самостоятельность, сохранив только формальную зависимость от имперского центра. Золотая Орда была крупнейшим государством средневековья и занимала земли от Оби на востоке до Поволжья, степные территории от Волги до Дуная на западе, земли от Сырдарьи и низовьев Амударьи на юге до Вятки на севере. Население Золотой Орды было как кочевым, так и оседлым. После образования государства в степи сравнительно быстро возникло большое количество городов. Также в государственную структуру Золотой Орды входил ряд зависимых государств, расположенных на его периферии. Это большая часть русских княжеств, в определённые периоды времени Грузия, Болгарское царство, Сербское королевство, княжества Валахии, а также ряд государственно-племенных объединений Северного Кавказа, верхнего Поволжья и Южной Сибири.
В 1230—1240-х годах согласно традиционному устройству кочевых государств территория и население Золотой Орды были поделены на две провинции-крыла: западное Ак-Орда и восточное Кок-Орда с границей, проходящей по реке Яик. С момента раздела фактически Ак-Орда и Кок-Орда существовали независимо друг от друга.
К высшему слою элиты Золотой Орды относились прямые потомки Чингисхана. Верховным правителем государства — ханом Золотой Орды мог стать только Чингизид. Все аристократы нечингизиды обладали «княжеским» рангом «нойонов» (тюркское «бек» или арабо-персидское «эмир»). В Золотой Орде военные дела и связанная с ними улусно-удельная система находились в ведении беклярибека и иерархически подчиненных ему трёх карачибеков. Беклярибек выступал как верховный военачальник и был вторым лицом в государстве. Невоенными делами ведали везир и подчинявшаяся ему канцелярия — диван.
В начале 1320-х годов при хане Узбеке государственной религией стал ислам.
К середине XV века Улус Джучи распался на несколько самостоятельных ханств; его центральная часть, номинально продолжавшая считаться верховной — Большая Орда — прекратила существование в начале XVI века и с тех пор титул падишаха великой страны (великого хана) номинально перешёл к Крымским ханам.

## Название
Официальное самоназвание государства — «Улус Джучи» или «Улуг Улус», «Улуг Орду» (Большое/Великое государство). В средневековых арабских источниках использовалось наименование «Дешт-и-Кипчак», в латинских — «Тартария». Термин «Золотая Орда» в написании «Златая Орда» и «Большая Орда Златая» в применении к названию государства появился в русских документах в конце XVI века уже как название татарского государства. До того сами русские называли монгольскую державу просто «Ордой» или «Татарами».

## Территория

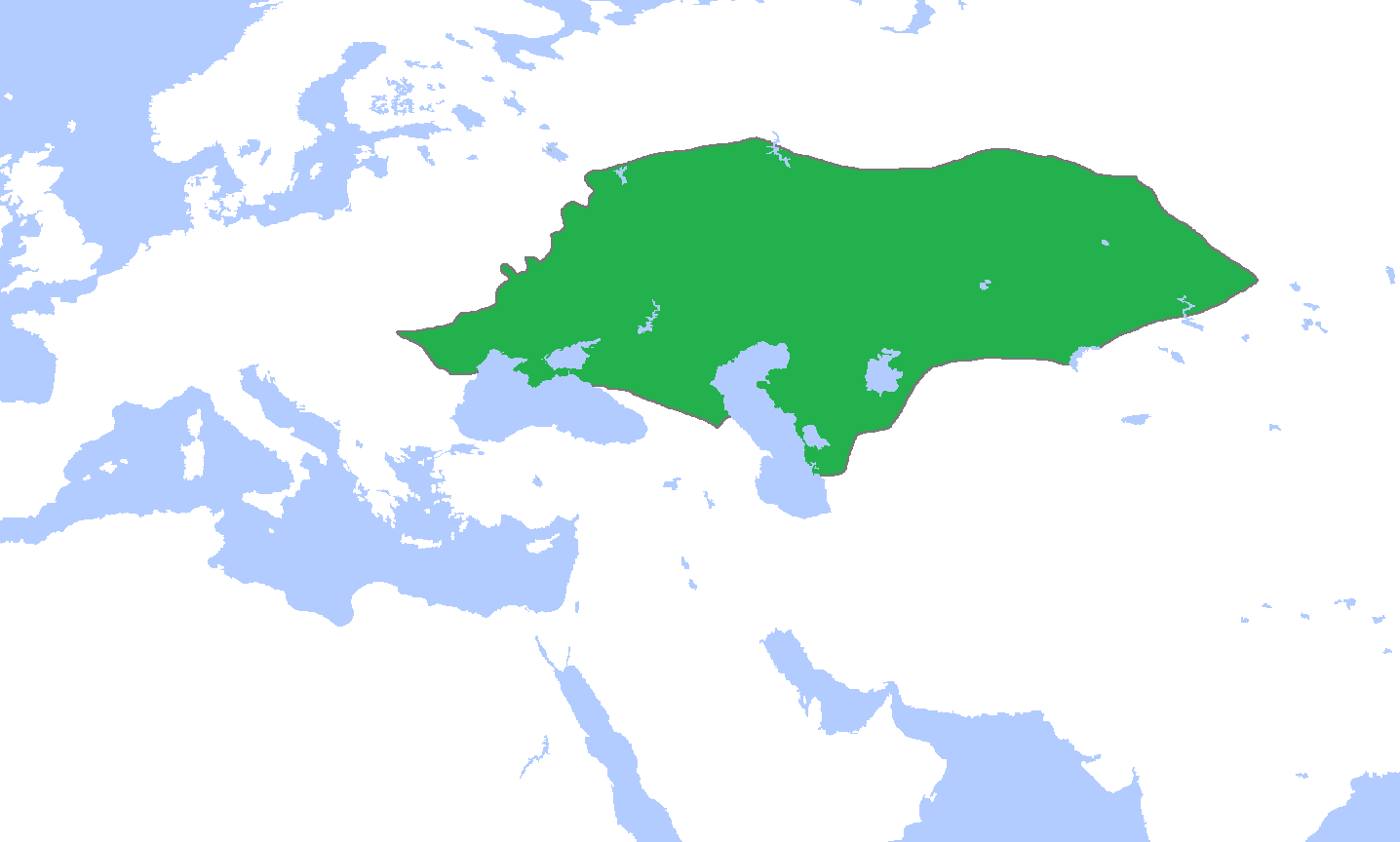
Территория Улуса Джучи (Золотой Орды) в 1300 году

Золотая Орда была крупнейшим государством средневековья. Её военная мощь позволяла сохранять стабильность границ на протяжении XIII — первой половины XIV века вплоть до внутреннего взрыва в 60—70-х годах.
В государственной структуре Улуса Джучи (Золотой Орды) существовало четыре типа административно-территориальных единиц:
1. Кочевые угодья (монг. нутаг, тюрк. юрт), располагавшиеся в степной и лесостепной ландшафтных зонах и составлявшие основную часть территории улусов;
2. Региональные провинции, образованные на землях завоеванных государств;
3. Зависимые государства и племенные объединения, добровольно признавшие сюзеренитет Чингизидов и сохранившие полное административное самоуправление;
4. Государственные образования, признавшие зависимость от Монгольской империи после проведённых против них военных кампаний.

Кочевые угодья Золотой Орды располагались на территории Дешт-и-Кипчака или Великой Степи. Дешт-и Кыпчак исторически делился на две части: Западный Дешт-и Кыпчак и Восточный Дешт-и Кыпчак. Западный
Дешт-и Кыпчак простирался с востока на запад от Урала до Днестра а с юга на
север — от Чёрного и Каспийского морей до города Укека (остатки его находятся в окрестностях современного Саратова). Границу Восточного Дешт-и Кыпчака составляли на востоке — Иртыш, на западе — Яик, на севере — Тобол, на юге — озеро Балхаш и местности, примыкавшие к среднему течению Сыр-Дарьи.
Ряд завоеванных территорий с оседлым населением стали улусами Золотой Орды. Это высокоразвитое государство Волжская Булгария, основные владения которого располагались южнее реки Камы. Это земли мордовских племен, до этого находившихся в вассальной зависимости от Волжской Булгарии или Суздальского княжества. Это пространства между озером Балхаш и рекой Сырдарьей и часть древней территории Хорезма с городом Ургенчем (Хорезмом) вплоть до восточного берега Каспийского моря, которые стали юго-восточным улусом Золотой Орды.
К XIV веку Золотая Орда занимала земли от Оби на востоке до Поволжья, степные территории от Волги до Дуная на западе, земли от Сырдарьи и низовьев Амударьи на юге до Вятки на севере. Граничила с государством Хулагуидов, Чагатайским улусом, Великим княжеством Литовским, Византийской империей.

### Вассально зависимые от Золотой Орды государственные образования
В государственную структуру Золотой Орды входил ряд зависимых государств, расположенных на его периферии. Это большая часть русских княжеств, в определённые периоды времени Грузия, Болгарское царство, Сербское королевство, княжества Валахии, а также ряд государственно-племенных объединений Северного Кавказа, верхнего Поволжья и Южной Сибири.
В 1242 году грузинская царица Русудан по требованию Бату направила к нему своего сына Давида, признавшего сюзеренитет монголов.
1243 году султан Румского (Сельджукского) султаната Гийас ад-Дина Кей-Хосров II после разгрома своей армии при Кёсёдаге войсками нойона Байджу признал себя вассалом правителя Улуса Джучи Бату. Этот сюзеренитет над Сельджукским султаном сохранялся лишь в период правления Бату. Его преемники в Золотой Орде уже не имели никакой власти над Анатолией, так как она перешла в подчинение Хулагу.

## Государственное устройство и административное деление

### Органы власти и управления
Административная система Золотой Орды была сочетанием кочевых и оседлых, монгольских и мусульманских государственных традиций и поэтому была сложной, многоуровневой и разветвленной. Во главе системы управления стоял хан. Функционирование государственной машины осуществлялось от его имени.
Формально хан делил свои полномочия с четырьмя карачибеками, один из которых считался старшим — беклярибек (улуг карачибек). Историки полагают, что эти четыре высших вельможи представляли наиболее влиятельные тюрко-монгольские кланы и образовывали совет при правителе. Структура четырёх главных родов была традиционна для тюрко-монгольской государственности.

#### Хан Золотой Орды
В политической традиции кочевников Великой Степи власть монарха и его
рода была тесно связана с представлениями о сакральном характере главенства в государстве. Космическая сила Неба воплощалась в персоне государя посредством харизматической благодати (монг. сульдэ). Первоначально она была дарована Чингизхану, а затем распространилась на его потомков — алтан уругу (золотой род). Божественное благоволение к золотому роду проявилось в жизненных успехах, победах и наконец, в праве на власть. Таким образом, хан Золотой Орды, как потомок Чингиз-хана, был носителем небесного благоволения.
После исламизации монгольских и тюркских кочевников в западных улусах, встала проблема легитимизации правления Чингизидов с точки зрения ислама. Была разработана абсолютно фантастическая версия о том, будто Чингизхан был обращен
сподвижником Пророка в ислам — «принял все установления Бога, кроме хаджа и обрезания, перешел в исламскую веру» и произнес шахаду (символ веры). Об обращении монгольского правителя будто бы узнал и одобрил его праведный халиф Абу Бакр, живший на самом деле в VII веке. Теперь Чингизхан мог быть причислен к сонму мусульманских династов, перестав быть «неверным».

#### Царевичи Чингизиды
К высшему слою элиты Золотой Орды относились прямые потомки Чингизхана. В русских письменных источниках они именуются «царевичами». Прежде
всего, они составляли правящую верхушку аристократии. При этом чингизиды могли
претендовать на ханский престол. Представители других родов были лишены возможности стать главой государства. В XIII—XIV веках в значении «царевич» употреблялось монгольское «кобэгюн»  или тюркское «оглан». В XV веке в тюркизированных и исламизированных бывших западных улусах империи стало использоваться арабское «султан» .

#### Беки (Эмиры)
Все монгольские аристократы нечингизиды обладали «княжеским» рангом «нойонов», которые в Золотой орде стали называться тюркским «бек» или арабо-персидским  «эмир». В персидской и арабской письменной традиции их называли «эмирами», а на Руси — «князьями». В силу своего положения эмиры получали соответствующий их статусу улус: эмиры-темники — улусы-тумены, эмиры-тысячники — улусы-тысячи. У эмиров-темников к
титулу добавлялось «великий» («эке») : «Эке-нойон», «Великий эмир», «Великий князь».
Подобно собственно кочевой служилой знати владетели русских княжеств, булгарских, армянских земель получили ярлыки на свои владения, то есть были назначены на военные должности, а их земли приравнивались к ордынским улусам. В
частности, русские князья оказались четко вписаны в социальную систему и систему
ордынских титулований. Великие князья приравнивались к Эке-нойонам (темникам), а
князья к нойонам (тысячникам).

#### Центральный аппарат управления
В Золотой Орде военные дела и связанная с ними улусно-удельная система находились в ведении беклярибека и иерархически подчиненных ему трёх карачибеков. Беклярибек выступал как верховный военачальник и был вторым лицом в государстве. Институт беклярибекства был порождением тюрко-монгольской государственной традицией. Самые могущественные и известные беклярибеки: Ногай, Мамай и Едигей.
Невоенными делами ведали везир и подчинявшаяся ему канцелярия — диван. Везир и диван — это результат заимствования мусульманских государственных институтов. Их главной обязанностью было обеспечение функционирования финансовой системы, фискальный аппарат, контроль над административным аппаратом, регулирование торговли, городского строительства. Чиновничество располагалось в городах. В ведомстве дивана хранились податные списки дафтары, разнообразные ведомости, кадастры.
Кочевые жители Золотой Орды находились в основном под надзором беклярибека, а оседлые — везира. Наличие двух высших сановников беклярибека и везиря отражало деление правящей элиты Золотой орды на две категории — военную знать (нойоны, эмиры, беки) и чиновную администрацию.

### Деление на крылья. Ак-Орда и Кок-Орда
Согласно традиционному устройству кочевых государств территория и население делились на две провинции-крыла. Обычно одно из них располагалось на западе (правое) и называлась «барунгар», другое — на востоке (левое) — «джунгар».
Белый и синий цвета — традиционные тюркские и монгольские символы соответственно правой (западной) и левой (восточной) сторон. Улус Джучи был поделен между старшими сыновьями Джучи — Орду-Иченом и Бату. Границей между ними служила, по мнению одних историков-медиевистов, река Волга, по мнению других, — река Яик (Урал). Улусно-крыльевая система в этой части Монгольской империи сложилась не ранее 1230—1240-х годов. В большинстве восточных источников государи правого крыла Джучидов титулуются ханами Ак-Орды (Белой Орды), государи левого крыла — ханами Кок-Орды (Синей Орды). Ак-Орда наследовалось родом Бату, а Кок-Орда находилась во владении потомков Орды-Ичена.
Вопрос о цветообозначениях в удельной системе Золотой Орды долгое время оставался неясным и был окончательно разрешён лишь Г. А. Федоровым-Давыдовым. Существенно запутало проблему вторичное разделение крыльев, в результате которого внутри каждого из них появились собственные половины, обозначавшиеся цветами.
Левое крыло традиционно считалось выше правого по рангу, и его правитель являлся главным государем улуса. Действительно, хан Орду и его потомки формально имели приоритет перед Бату и прочими западными Джучидами. Но данное старшинство проявлялось только в очередности имен при перечислении родственных линий, да в обращениях каракорумского правительства к золотоордынским властителям. На самом же деле Ак-Орда и Кок-Орда на протяжении первого столетия своего существования вели практически автономное существование, числясь в составе единого
Джучиева Улуса номинально, без явных признаков взаимодействия. Объединение обоих крыльев произошло в 1380-х годах при хане Токтамыше.
Оно оказалось кратковременным и неэффективным, поскольку произошло в обстановке начинавшегося государственного кризиса.

### Улусы

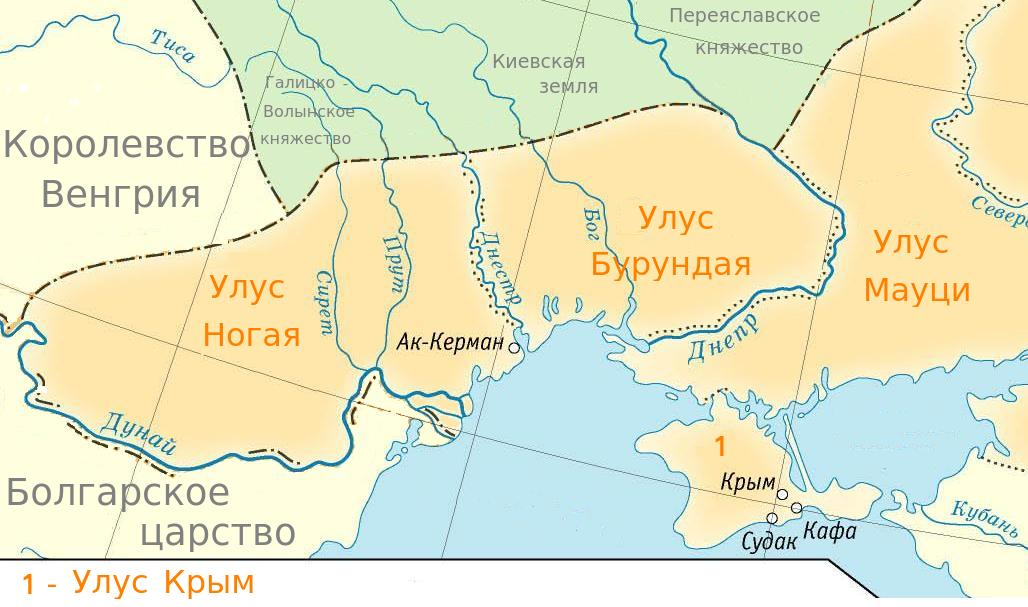
Улус Ногая, Улус Бурундая и Улус Крым
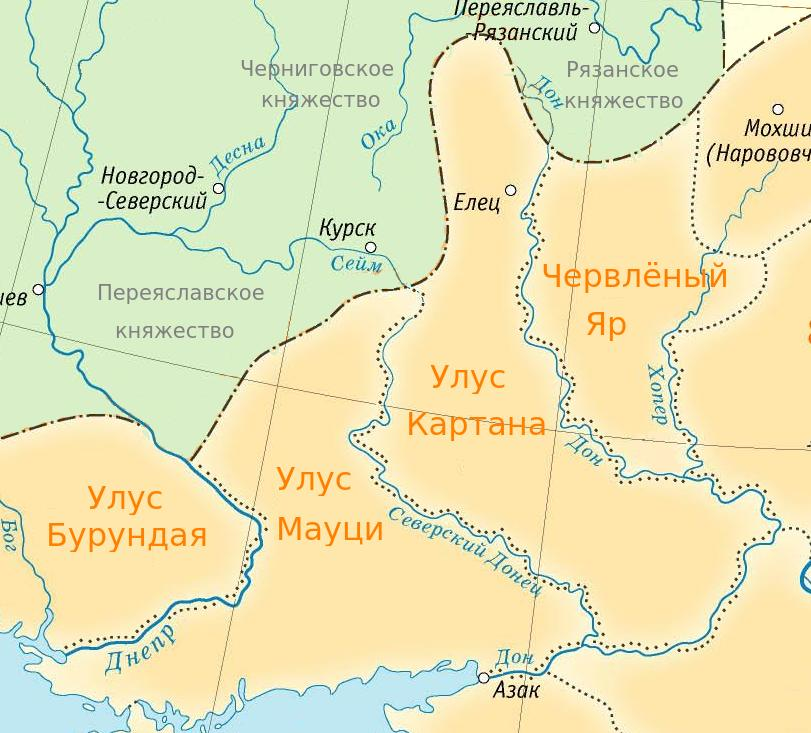
Улус Мауци, Улус Картана и Улус Червлёный Яр
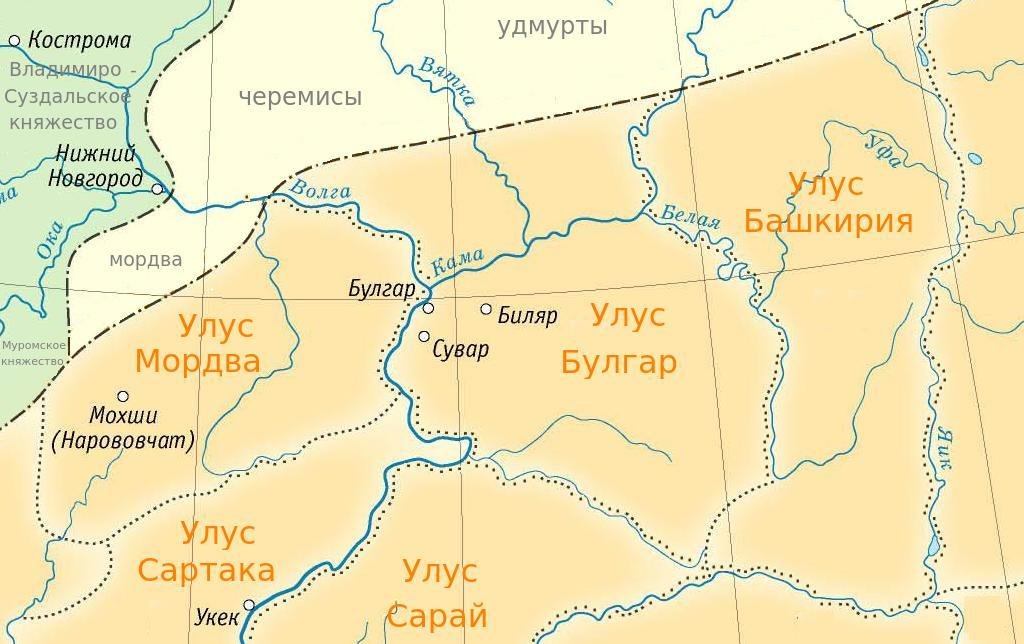
Улус Мордва, Улус Булгар и Улус Башкортостан
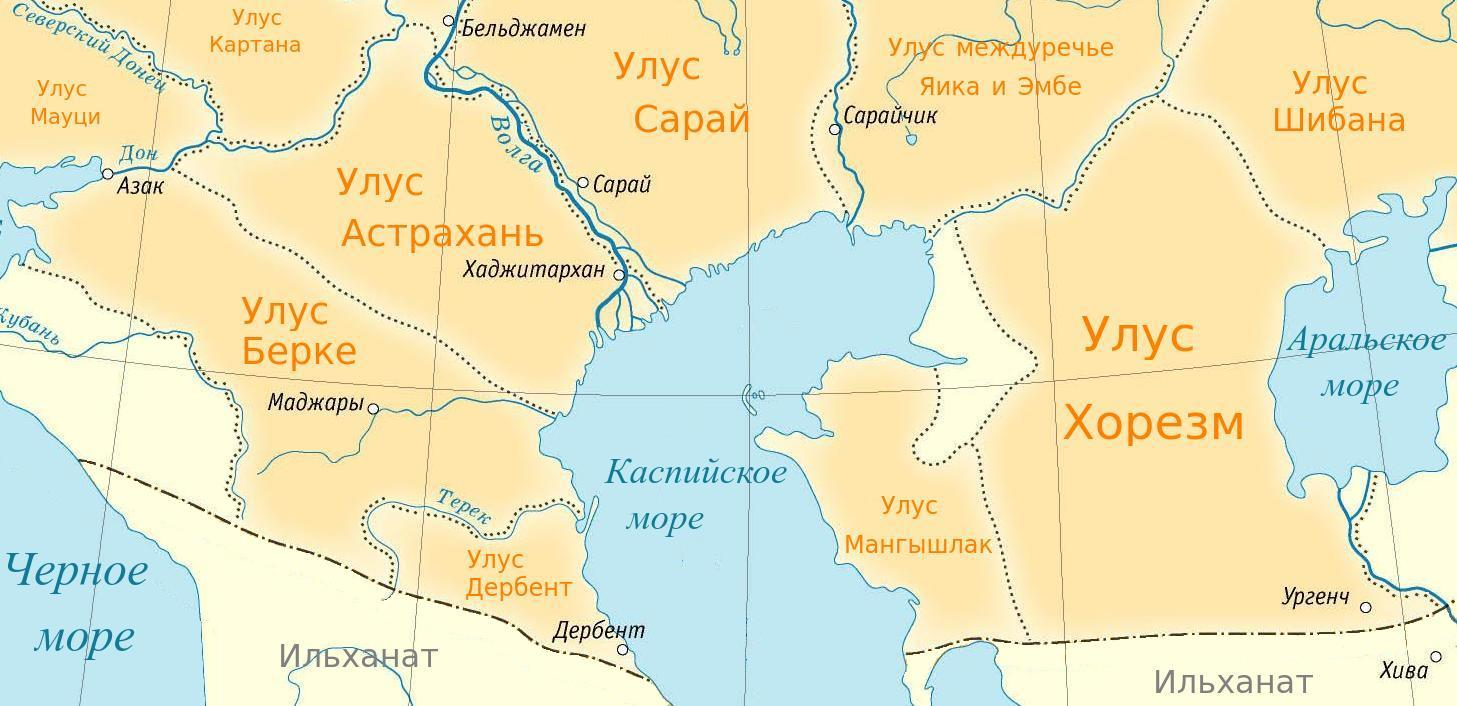
Улус Берке, Улус Дербент, Улус Астрахань, Улус Мангышлак, Улус Хорезм
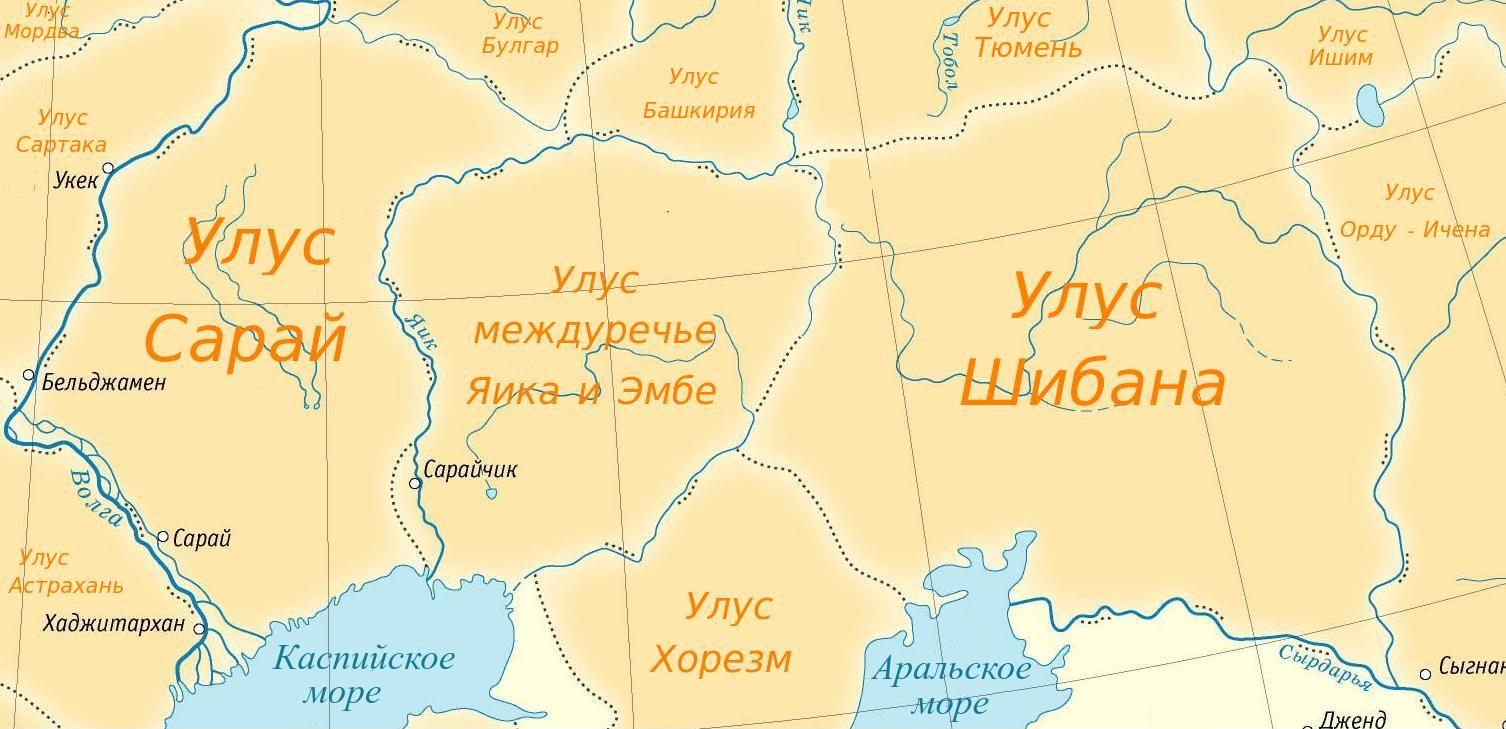
Улус Сарай, Улус в междуречье Яика и Эмбы, Улус Шибана

Ввиду отрывочности сведений содержащихся в письменных источниках, вопросы формирования административно-территориальной системы Золотоордынского государства до настоящего времени являются предметом научной дискуссии. Впервые изучение вопроса деления Золотой орды на улусы в XIII веке было проведено в 1985 году в фундаментальной работе В. Л. Егорова, которым было выделено четырнадцать улусов. Ю. В. Селезнев в своих работах выделяет у Золотой Орды XIII—XIV веков двадцать два улуса (названия условны):
| №  | Название улуса                | Города                                                   | Городища (археологические остатки неидентифицированных городов)                                                                                                  |
| -- | ----------------------------- | -------------------------------------------------------- | --- |
| 1  | Ногая                         | Ак-Керман, Килия                                         | Костешты, Старый Орхей |
| 2  | Бурундая                      |                                                          | Маяки, Великая Мечетня, городище на слиянии рек Кодыма и Синюха, Солоное, Аргамакли-Сарай, Ак-Мечеть, Балыклей                                                   |
| 3  | Мауци                         | Азак                                                     | Кучугурское, Тавань, Конское |
| 4  | Крым                          | Крым, Кырк-Ер, Воспоро, Кафа, Солдайя, Чембало, Феодоро  | |
| 5  | Картана                       | Бельджамен                                               | Краснохуторское |
| 6  | Червлёный Яр                  |                                                          | Павловское, Тишанское, Кумылженское |
| 7  | Мордва                        | Мохши                                                    | |
| 8  | Сартака                       | Укек                                                     | Дурновское, Глазуновское, Ситниково, Переволокское (Сингилей), Переволокское, Костычи, Квасниковское, Узморье, Канадейское, Ахметовское, Даниловское, Терновское |
| 9  | Астрахань                     | Суммеркент, Хаджи-Тархан                                 | Песковатки, Винновское, Мечетное, Енотаевское, Новорычанское, Красноярское, Мошаик, Чертово, Самосдельское                                                       |
| 10 | Берке (Северный Кавказ)       | Маджар, Матрега, Копа                                    | Урухское, Булунгуевское, Лыгыт, Малые Маджары, Верхние Маджары                                                                                                   |
| 11 | Дербент                       | Дербент, Тарки                                           | Терекское, Нижний Джулат, Верхний Джулат, Хамидиевское |
| 12 | Булгар                        | Булгар, Джукетау, Биляр, Сувар, Кашан, Кременчук, Казань | Иски-Казань, Барскоенарускинское, Кокрятьское, Большеатрясское, Чебоксарское, Крестово, Шишкин Бугор, Пролейское, Сухореченское                                  |
| 13 | Сарай                         | Сарай-Бату, Сарай ал-Джедид, Гюлистан                    | Бережковское, Ахтубинское, Погромновское, Безродное, Заплавное, Лапас, Большой Иргиз                                                                             |
| 14 | Башкорт                       |                                                          | Абисово |
| 15 | улус в междуречье Яика и Эмбы | Сарайчик                                                 | Оренбургское, Тендыкское, Мавлибердинское, Байтакское, Тагатай                                                                                                   |
| 16 | Мангышлак                     |                                                          | |
| 17 | Хорезм                        | Хорезм                                                   | Ярбекир-кала, Шехрлик |
| 18 | Тюмень                        | Чинги-Тура, Искер                                        | Тонтур |
| 19 | Шибана                        | Дженд                                                    | |
| 20 | Ишим                          |                                                          | |
| 21 | Сингкума                      |                                                          | |
| 22 | Орду-Ичена                    | Сыгнак, Яссы, Сауран, Отрар, Сайрам                      | |

В начале XIV века хан Узбек осуществил крупную административно-территориальную реформу, по которой правое крыло Улуса Джучи было разделено на 4 крупных улуса: Сарай, Хорезм, Крым и Дешт-и-Кыпчак во главе с назначаемыми ханом улусными эмирами (улусбеками). Данные четыре области делились на 70 мелких владений (туменов), во главе с темниками.

## История

### Улус Джучи в составе Монгольской империи

#### Образование Улуса Джучи

Расширение Монгольской империи

В 1206 году Чингисхан был провозглашен всемонгольским правителем. В следующем году по его приказу старший сын Джучи подчинил племена Тувы, Хакасии и Алтая. Эти вновь завоёванные земли и народы в 1207 (или 1208) году были выделены Джучи в улус. На этот момент это был единственный выделенный улус, другие дети Чингисхана улусов ещё не получили. Ядро улуса Джучи составляли монгольские племена сиджиут, кингит и хушин. В период с 1207 по 1211 года в состав улуса влились ойраты, кыргызы, урянхайцы, а позднее и другие тюрко-кыпчакские и монгольские племена, выразившие лояльность империи. В 1217 году силами Джучи были также присоединены северные территории Алтая, Забайкалья и Минусинской котловины. Однако по решению Чингис-хана Тува, Хакасия и Горный Алтай отошли к Коренному юрту империи, который управлялся Толуем.
В 1218 году войска Джучи под командованием Субедея и Тохучара разбили меркитов и вступили в столкновение с хорезмийцами и кыпчаками, а именно с державой йемеков, расположенной в Приаралье и Заволжье. Второе наделение Джучи улусом состоялось в 1224 году. Он получил в улусное владение северную часть Хорезма (низовья Амударьи) и Восточный Дешт-и Кипчак. Сюда Джучи переселяет все илы (племена), которые дал ему отец. Сначала столица улуса располагается на Иртыше, потом переносится в Дешт-и-Кипчак. После присоединения Хорезма Улус Джучи расширился до реки Джаик (Урал) и встал вопрос о завоевании кыпчаков и йемеков. Это вылилось с войну с коалицией волго-уральских народов и государств, начавшуюся в 1223 году и продлившуюся пятнадцать лет.

#### Система соправительства в Монгольской империи
Политическое устройство Монгольской империи включало в себя традиции кочевой государственности, а именно деление государства на крылья (правое/левое или западное/восточное или бурунгар/джунгар) и институт соправительства. Государство делилось на две части и правитель западной части подчинялся правителю восточной. В функции западного правителя входило управление населением и командование войсками без права наследования трона. При жизни Чингисхана его соправителем был Джучи. После смерти в 1227 году Джучи и Чингисхана соправителями с 1229 по 1241 года стали каан Угедей и его брат Чагатай. 1246—1248 года — хан Гуюк, соправитель Бату.

#### Правление Бату

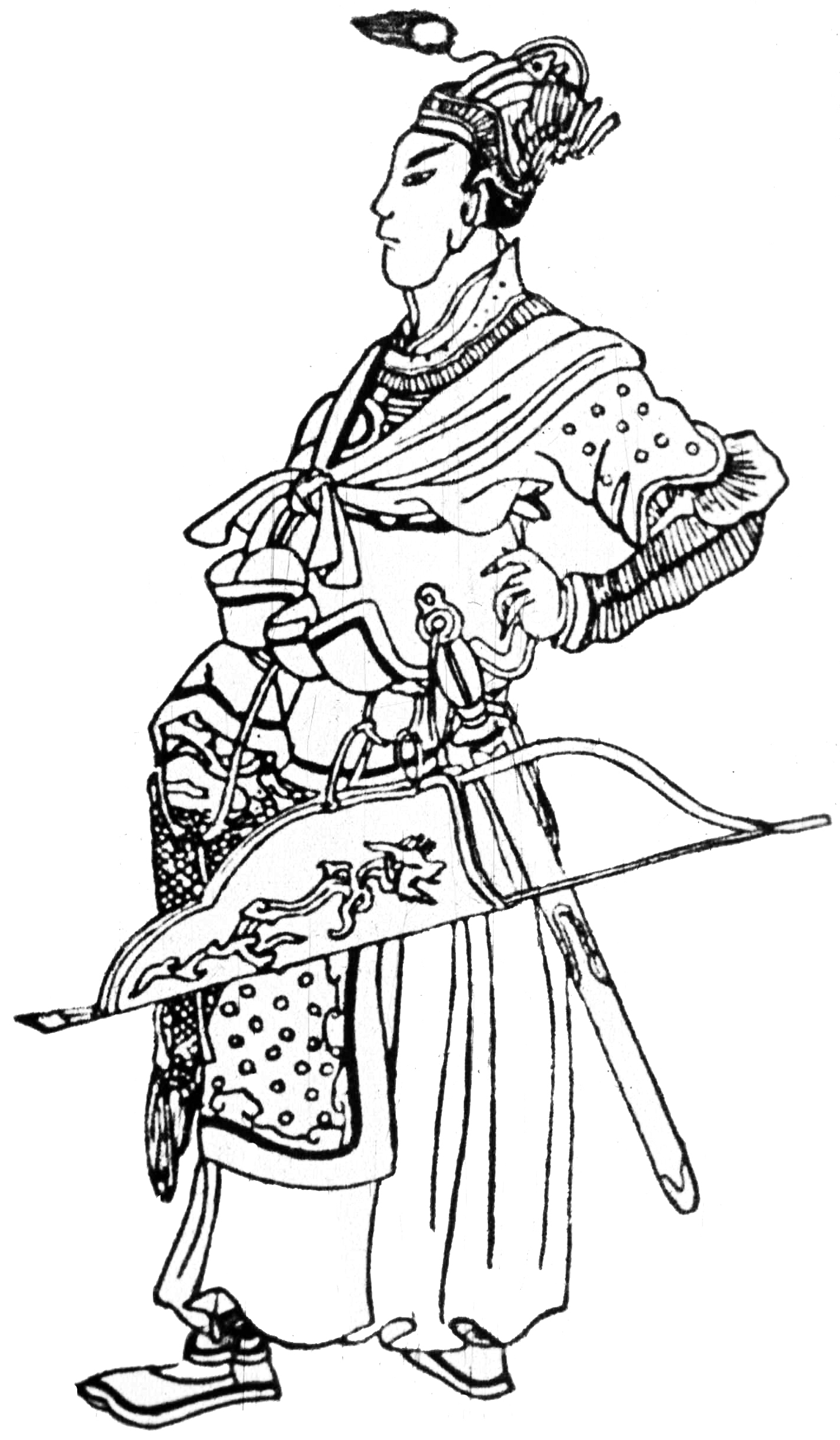
Бату-хан, средневековый китайский рисунок

В 1227 году после смерти Джучи его улус по указу Чингисхана перешёл к старшим сыновьям Джучи Орду и Бату. На правах старшего Орду должен был унаследовать трон, но он отказался в пользу Бату. Удельным владением Орду стала территория Прииртышья, а Бату предназначались ещё не завоеванные западные земли. После смерти Чингисхана кааном на курултае 1229 года был избран Угедей. Восемнадцатилетний Бату после курултая остался при каане, а не вернулся в свой улус. Часть земель Улуса Джучи отошла к Угедею (в Сибири) и Чагатаю (в Средней Азии). В 1230—1234 годах Бату вместе с Угедэем участвовал в войне против китайской империи Цзинь и на курултае 1235 года Джучидам был выделен округ Пинъянфу в провинции Шаньси, доходы с которого должны были поступать в их казну.
На этом же курултае были приняты планы большого общеимперского похода на запад, причём большая часть вновь завоеванных территорий должна была отойти Бату. В 1236 году объединённые силы империи под руководством Бату вторглись в Восточную Европу и в результате военных кампаний 1236—1242 годов в состав Улуса Джучи вошли Волжская Булгария, территория современного Башкортостана, Западный Дешт-и Кипчак, Крым и частично Северный Кавказ. Болгария, Валахия, Сербия, и некоторые области Венгрии признали вассальную зависимость от Бату, которая сохранялась до
рубежа XIII—XIV веков. Русские земли также попали в вассальную зависимость от Монгольской империи. После расширения улуса правление в его западной и восточной частях по инициативе Бату стало раздельным. Стационарным центром западного крыла Улуса Джучи стал город Булгар. Сам Бату поселился в Поволжье а ставка Орду располагалась в Восточном Казахстане, между горами Тарбагатая и верховьями Иртыша. Границей между двумя фактически автономными ханствами стал Яик.
В течение 1242—1256 годов Бату создал эффективную систему управления в завоеванных областях Поволжья и Приуралья, установил сюзеренитет над
Русскими землями, правителями Грузии и Армении,
Сельджукским султанатом в Малой Азии и рядом областей Ирана.
В 1242 году умер каан Угедей и в Монгольской империи начался политический кризис, который продолжался вплоть до избрания кааном в 1251 году Менгу. Кризис был вызван равенством сил претендентов на престол. Краеугольным камнем этого кризиса было противостояние правителя Улуса Джучи Бату и «центрального монгольского правительства» в лице сначала регентши Туракин-хатун, потом Гуюка и далее его вдовы регентши Ойгул-Гаймыш.
Политическая власть регентши Туракин-хатун была слабой, чем воспользовался Бату и существенно расширил свое влияние за счёт недавно завоеванных территорий. Он устанавливает сюзеренитет над Русскими землями и в 1243 году выдаёт ярлык на великокняжеское правление владимирскому князю Ярославу Всеволодичу без согласования с имперским центром. Бату распространяет свое влияние на Армению. По его приказу Аваг Мхардзели получает обратно свои земли в Армении, отнятые ранее по приказу нойона Байджу. Грузинская царица Русудан прекращает переговоры о мире с Байджу и отправляет к Бату своего сына Давида Нарина у которого он получает инвеституру на грузинский трон.
1243 году султан Румского (Сельджукского) султаната Гийас ад-Дина Кей-Хосров II после разгрома своей армии при Кёсёдаге войсками нойона Байджу признал себя вассалом правителя Улуса Джучи Бату чтобы ослабить свою зависимость от Байджу и центральной власти. Бату выдал султану соответствующие ярлык и пайцзу.
В 1246 году на курултае кааном был избран сын Угэдэя Гуюк. Гуюк и Бату становятся соправителями, хотя отношения между ними были враждебными. Власть Бату распространялась на все западные территории империи, а подчинялся он только каану. Гуюк в благодарность Бату за поддержку на курултае в течение первого времени, также как и Туракин-хатун, не вмешивался во внутренние дела Улуса Джучи. Однако с течением времени Гуюк стал делать попытки ограничить власть Бату. В каждом из вассальных государств им были назначены два правителя, один из которых пользовался его Гуюка поддержкой, а второй был сторонником Бату. Так на Руси было назначено два великих князя: в Киеве Александр Ярославич (Невский), сторонник Бату, а во Владимире его брат Андрей Ярославич, ставленник Гуюка. Два грузинских царя — Улу Давид и его двоюродный брат Давид Нарини, два сельджукских султана — братья Изз ад-Дин Кей-Кавус II и Рукн ад-Дин Килич-Арслан IV. Эти действия ослабили контроль Бату над Русскими землями и подорвали его позиции на Кавказе и Малой Азии. Через некоторое время наместники Бату были вытеснены из владений в Иране, которые были переданы ему ранее Угедэем.
В 1248 году, после смерти Гуюка монгольская знать предложила имперский трон Бату — как старшему на тот момент Чингизиду. Тот отказался, предложив возвести на царство своего друга и младшего кузена Мункэ. Начало царствования Мункэ было отмечено расправой над царевичами-потомками Чагатая и Угэдэя. Их земли оказались поделенными между верховным ханом и Золотой Ордой: последней достался в управление Мавераннахр.

### Обособление от Монгольской империи

#### Правление Берке
После смерти Бату главенство над Золотой Ордой перешло к его сыну Сартаку, который, как и отец, занял положение второго по рангу правителя империи и получил право автономного законодательства. Сартак умер, едва успев воспользоваться этими прерогативами. Во главе Орды в 1256 году встал его дядя Берке. Он продолжал сохранять огромную власть и влияние в западном крыле Монгольской империи и, сверх того, пытался распространить их на новообразованный Улус Хулагу в Иране и Месопотамии. Во время царствования Мунке у правителей Улуса Джучи Бату, Сартака и Берке, как отмечал Рашид ад Дин, «был проложен путь единения и дружбы».

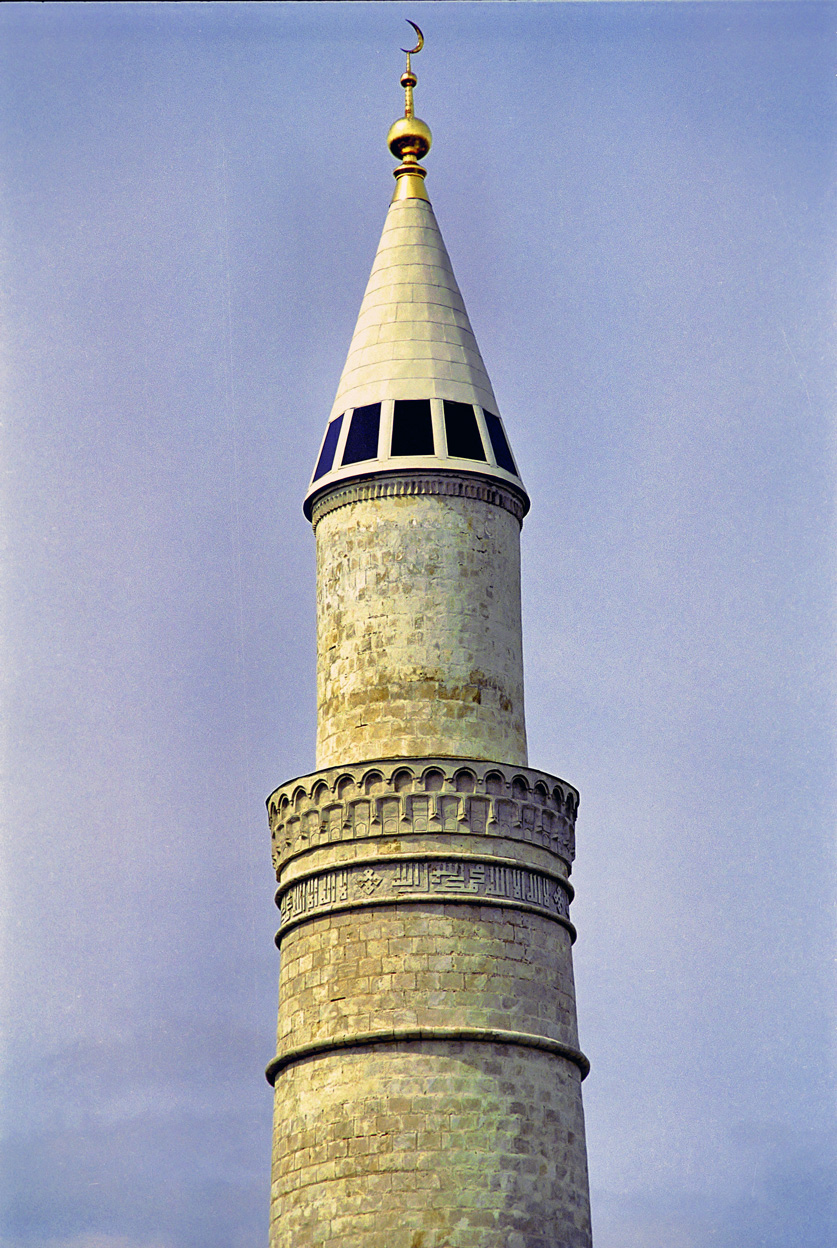
Большой минарет Соборной мечети Булгара, строительство которой было начато вскоре после 1236 года и завершено в конце XIII века

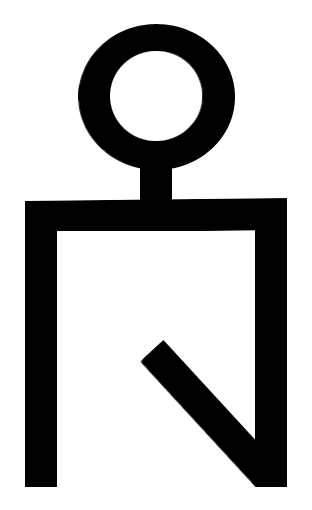
Тамга Менгу-Тимура

В 1260 году к власти пришёл новый каан Хубилай, одержавший победу над братом — соперником Ариг-Бугой, которого поддерживал Берке. С тех пор связи Золотой Орды и с имперским правительством, и с соседними улусами — обычно враждебными ей — были сведены к минимуму. Основной помехой являлось политическое соперничество. Также объективно препятствовал и разнобой в культурно-политических ориентациях элит огромной империи. Правители его восточной части превратились в юаньских императоров, китаизировали свой двор и организовали управление по китайским канонам. Дополнительным препятствием служила приверженность правителей различным религиям. В Китае при Хубилае стал широко распространяться буддизм, а Джучиды и Хулагуиды приняли ислам — и вместе с ним ориентацию на мусульманскую бюрократию и купечество. Решающим фактором, удерживающим империю от окончательного распада, был огромный клан Чингизидов. Несмотря на жестокие конфликты между
отдельными его ответвлениями, авторитет Чингизовых потомков был непререкаем.
Юаньские императоры сохраняли статус старших государей во владениях этого клана.
После смерти каана Мункэ в 1259 году Джучиды не принимали участия в общеимперских
съездах знати. Однако номинальное единство империи сохранялось в виде традиционных торговых и военных связей. Так, по требованию каана Хубилая в конце 1260-х годов Улус Джучи выделил войска для завоевания империи Сун в Южном Китае.

#### Правление Менгу-Тимура
В историографии принято считать, что Улус Джучи отделился от Монгольской
империи при хане Менгу-Тимуре (1266—1282). Уже в самом начале своего правления он
повелел чеканить на монетах свои имя и семейную тамгу вместо имени и тамги каана.
Этим он продемонстрировал фактическое отделение от Монгольской империи, и только с этого времени можно отсчитывать самостоятельное государственное существование Золотой Орды.
В 1269 году на курултае в долине реки Талас Менгу-Тимур, Борак-хан, Хайду-хан признали друг друга независимыми государями и заключили союз против великого хана Монгольской империи Хубилая на случай, если он попробует оспорить их независимость.

### Кок-Орда
Территория Золотой Орды распространялась на всю Великую Степь от Дуная на западе до Иртыша на востоке. Все государство делилось на два крыла — левое или Кок-Орда и правое — Ак-Орда. Изначально Улус Джучи был поделен между старшими сыновьями Джучи — Орду-Иченом и Бату. Границей между их владениями, по мнению одних историков-медиевистов, была река Волга, по мнению других, — река Яик (Урал). Ак-Орда наследовалось родом Бату, а Кок-Орда находилась во владении потомков Орды-Ичена. Власть ханов Золотой Орды, находившихся в Сарае, распространялась на всех царевичей из дома Джучи, но иногда это подчинение было номинальным. Потомки Орда-Эджэна, бывшие правителями Кок-Орды, лишь де-юре признавали над собой власть сарайского хана, и даже не появлялись там на курултае. Эта номинальная зависимость сохранялась до первой половины XIV века.
Также в Кок-Орде находились владения младшего родного брата Бату и Орду — Шибана. Кок-Орда также делилась на два крыла - западное (Бурунгар) и восточное (Джунгар). Бурунгар Кок-Орды был владениями Шибанидов, которые в XIV веке  охватывали районы среднего Прииртышья.
Кок-Орда была населена преимущественно тюркскими и немногочисленными монгольскими степными племенами, как обитавшими здесь до монгольского нашествия кипчаками, канглы, так и пришедшими с монголами Чингисхана найманами, киреитами, карлуками, конгратами, меркитами, джалаирами, татарами. Границы между уделами Джучидов были определены только в самых общих чертах и изменялись в зависимости от военно-политической ситуации. Во второй половине XIII века столицей Кок-Орды стал город Сыгнак на Сыр-Дарье.
Хронологические таблицы мусульманских династий приводят имена ханов Кок-Орды в следующей последовательности: Орда-Эджен, Кункиран, Сартактай, Куинджи, Баян, Сасы-Бука, Эрзен, Мубарак Ходжа, Чимтай, Урус-хан, Койричак и Барак.  Все они сохраняли зависимость от ханов Золотой Орды. Лишь Мубарак Ходжа попытался стать независимым правителем. В 1328—1329 году он начал чеканить монету в Сыгнаке с титулом: «Султан правосудный Мубарак Ходжа, да продлит Бог царство его». Чеканка монеты — прерогатива независимого правителя и действия Мубарака вызвали ответную реакцию со стороны хана Золотой Орды Узбека. В результате борьбы Мубарак потерпел поражение, бежал, скитался в краях киргизов и на Алтае пока не погиб.
После смерти хана Джанибека в Золотой Орде начался период смуты. На престол претендовали сразу несколько ханов, каждый из которых чеканил свою монету. Кок-Орда де-факто становиться независимой. Ханы Кок-Орды приняли активное участие в борьбе за Сарайский трон. Начиная с 1361 года ханами Золотой Орлы становятся потомки Орду-Эджена из Кок-Орды: Тимур-Ходжа, Орда-Шейх, Мурид.
В 1361 году ханом Кок-Орды стал Урус. При нем ханская власть в Кок-Орде усилилась и он стал добиваться сарайского трона. В 1368 он начал походы на Сарай, которым овладел в 1374-1375 году. Осаждал Ходжи-Тархан (Астрахань), подчинил Прикамье. Однако через год вынужден был уйти из Поволжья назад в восточный Дешт-и Кыпчак не в силах победить временщика Золотой Орды Мамая.
В 1378 году на ханский трон в Сыгнаке при поддержке самого могущественного властелина Востока самаркандского эмира Тимура был возведен молодой мангышлакский царевич Токтамыш, потомок Тукай-Тимура, младшего сына Дучи. Поддержанный Тимуром Токтамыш отправился с походом на запад и захватил Сарай - столицу Золотой Орды. Вскоре он объединил все владения Джучидов в единую империю и восстановил сильную ханскую власть. Но Токтамыш вступил в конфронтацию с эмиром Тимуром и в 1395 году проиграл войну. Это стоило ему золотоордынского трона. В Кок-Орду он не вернулся и через 10 лет погиб в низовьях Терека на Северном Кавказе. После Токтамыша больше никому не удавалось добиться власти, которая бы признавалась во всем Улусе Джучи.
Самаркандский эмир Тимур сажал в Сарае своих ставленников из Кок-Орды, которая им 
в это время фактически контролировалась. В основном это были представители дома Урус-хана - Койричак,Тимур-Кутлуг .

### Борьба дунайского улуса с волжским
После смерти Менгу-Тимура в стране начался политический кризис, связанный с именем Ногая. Ногай, один из потомков Чингис-хана, занимал при Менгу-Тимуре пост беклярибека. Его личный улус находился на западе Золотой Орды (вблизи Дуная). Ногай поставил своей целью образование собственного государства и в период правления Туда-Менгу (1282—1287) и Тула-Буги (1287—1291) ему удалось подчинить своей власти огромную территорию по Дунаю, Днестру, Узеу (Днепру).
При прямой поддержке Ногая на сарайский престол был посажен хан Тохта (1291—1312). Сначала новый правитель во всём слушался своего покровителя, но вскоре, опираясь на степную аристократию, выступил против него. Длительная борьба закончилась в 1299 году поражением Ногая, и единство Золотой Орды было вновь восстановлено.

### Расцвет Золотой Орды

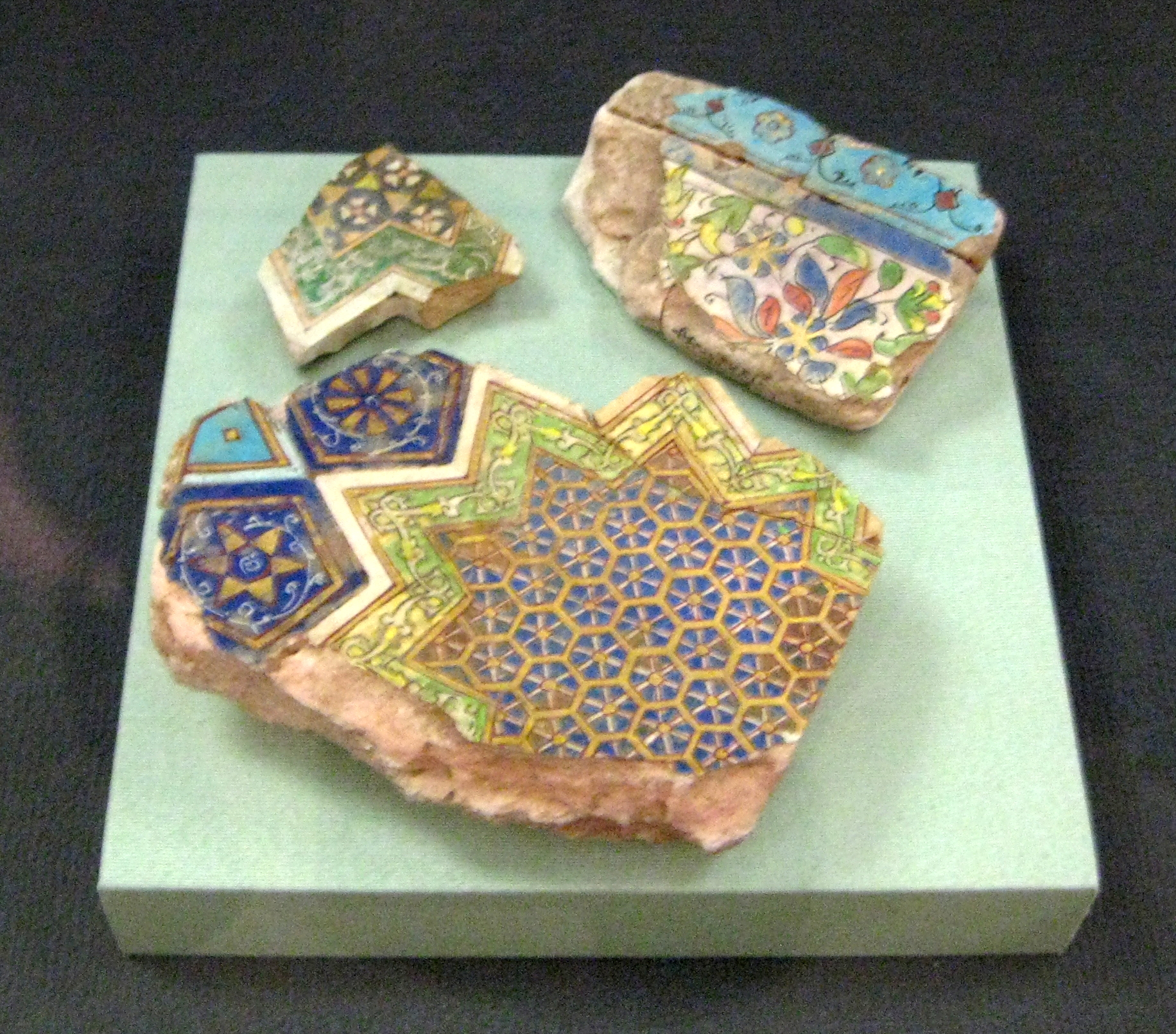
Фрагменты изразцового декора дворца чингизида с Селитренного городища. Керамика, надглазурная роспись, мозаика, позолота. Из собрания ГИМ

Во времена правления хана Узбека (1313—1341) и его сына Джанибека (1342—1357) Золотая Орда достигла своего расцвета. В начале 1320-х годов Узбек-хан провозгласил ислам государственной религией. Мятежи эмиров, не желавших принимать ислам, были жестоко подавлены. Приверженцы старомонгольской партии — эмиры и царевичи — были казнены. Русские князья, зависимые от ханов, перед отъездом в столицу Золотой Орды писали духовные завещания и отеческие наставления детям на случай своей гибели там. Несколько из них действительно были убиты. Узбек построил город Сарай аль-Джедид («Новый дворец»), много внимания уделял развитию караванной торговли. Торговые пути стали не только безопасными, но и благоустроенными. Орда вела оживлённую торговлю со странами Западной Европы, Малой Азии, Египтом, Индией, Китаем. После Узбека на престол ханства вступил его сын Джанибек, которого русские летописи называют «добрым». Узбек и Джанибек, сменив веру и обычаи, выиграли материально, приобретя симпатии мусульманских купцов богатых городов Поволжья. Но они потеряли морально, ибо те кочевники, которые служили им не за страх, а за совесть, откачнулись от нарушителей степных традиций.

### «Великая замятня»

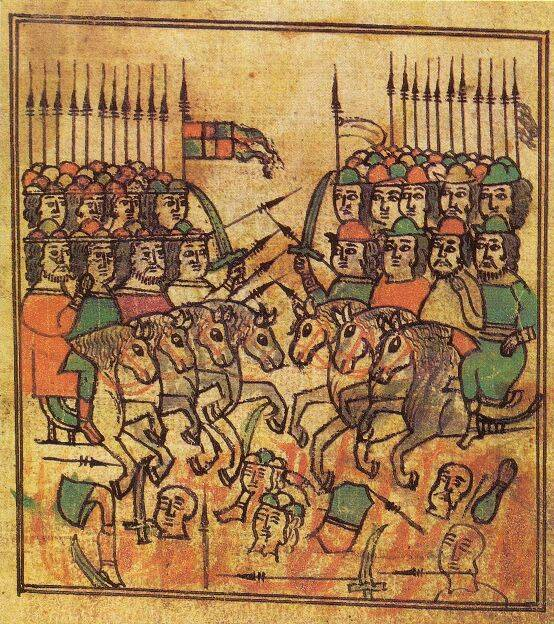
Куликовская битва. Миниатюра из «Сказания о Мамаевом побоище»

С 1359 по 1380 год на ордынском престоле сменилось более 20 ханов, а многие улусы попытались стать независимыми. Это время в русских источниках получило название «Великая замятня».
Ещё при жизни хана Джанибека (не позже 1357 года) в Улусе Шибана был провозглашён свой хан Минг-Тимур. А убийство в 1359 году хана Бердибека (сына Джанибека) положило конец династии Батуидов, что стало причиной появления самых различных претендентов на сарайский престол из числа представителей восточных ветвей Джучидов. Воспользовавшись нестабильностью центральной власти, ряд областей Орды на какое-то время вслед за Улусом Шибана обрёл собственных ханов.
Права на ордынский престол самозванца Кульпы сразу же были подвергнуты сомнению зятем и одновременно беклярбеком убитого хана темником Мамаем. В итоге Мамай, приходившийся внуком Исатаю, влиятельному эмиру времён хана Узбека, создал самостоятельный улус в западной части Орды, вплоть до правого берега Волги. Не будучи чингизидом, Мамай не имел прав на титул хана, поэтому ограничился должностью беклярбека при ханах-марионетках из рода Батуидов.
Ханы из Улуса Шибана, потомки Минг-Тимура, попытались закрепиться в Сарае. По-настоящему это им не удалось, правители менялись с калейдоскопической быстротой. Судьба ханов во многом зависела от благосклонности купеческой верхушки городов Поволжья, которая не была заинтересована в сильной ханской власти.
По примеру Мамая другие потомки эмиров также проявили стремление к самостоятельности. Тенгиз-Буга, тоже внук Исатая, попытался создать самостоятельный улус на Сырдарье. Восставшие против Тенгиз-Буги в 1360 году и убившие его Джучиды продолжили его сепаратистскую политику, провозгласив хана из своей среды.
Салчен, третий внук того же Исатая и в то же время внук хана Джанибека, захватил Хаджи-Тархан. Хусейн-Суфи, сын эмира Нангудая и внук хана Узбека, в 1361 году создал независимый улус в Хорезме. В 1362 году литовский князь Ольгерд победой в Битве на Синих Водах освободил земли в бассейне Днепра.
Смута в Орде закончилась после того, как чингизид Тохтамыш при поддержке эмира Тамерлана из Мавераннахра в 1377—1380 годах сначала захватил улусы на Сырдарье, разгромив сыновей Урус-хана, а затем и престол в Сарае, когда Мамай вступил в прямой конфликт с Московским княжеством (поражение на Воже, 1378). Тохтамыш в 1380 году разгромил собранные Мамаем после поражения в Куликовской битве остатки войск на реке Калке.

### Правление Тохтамыша

Золотая Орда ок. 1389 года

В правление Тохтамыша (1379—1395) прекратились смуты и центральная власть вновь стала контролировать всю основную территорию Орды.
В 1380 году ордынский хан Тохтамыш заключил с генуэзцами мирный договор, в котором признал все их территориальные захваты в Крыму. Генуэзцы закрепили за собой Судак с восемнадцатью деревнями и побережье от Каффы до Балаклавы (то есть весь южный берег Крыма, ранее принадлежавший княжеству Феодоро), получившее у них название «капитанства Готии».
В 1382 году хан совершил поход на Москву и добился восстановления выплаты дани. После укрепления своего положения Тохтамыш выступил против среднеазиатского правителя Тамерлана (Тимура), с которым ранее поддерживал союзные отношения. В итоге ряда опустошительных походов 1391—1395 годов Тамерлан разбил на Тереке войска Тохтамыша, захватил и разрушил поволжские города, в том числе Сарай-Берке, разграбил города Крыма и другие. Золотой Орде был нанесён удар, от которого она уже не смогла оправиться.

### Распад Золотой Орды

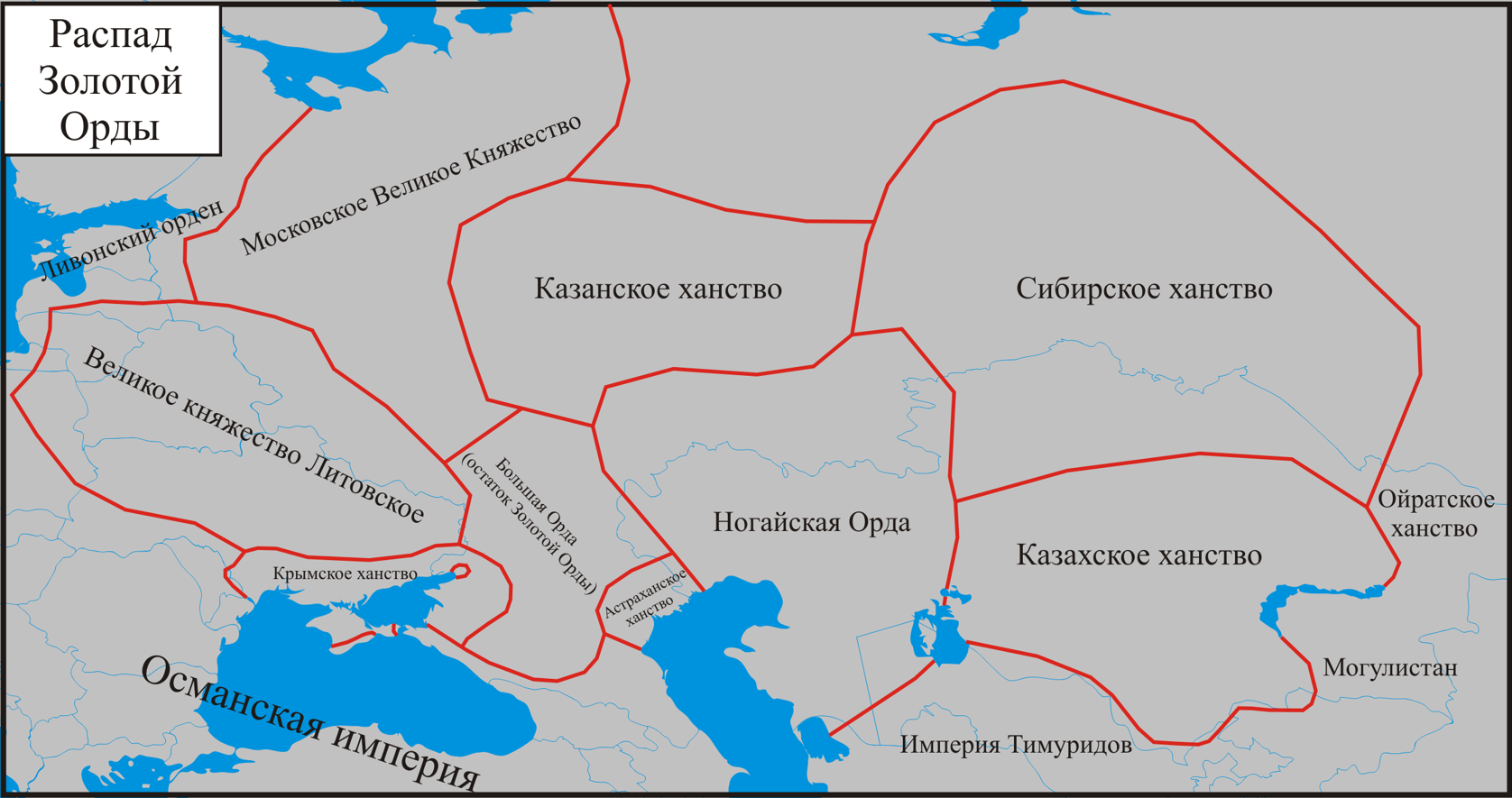
Распад Золотой Орды, вторая половина XV века

С шестидесятых годов XIV века со времён Великой замятни произошли важные политические перемены в жизни Золотой Орды. Начался постепенный распад государства. Правители отдалённых частей улуса приобрели фактическую самостоятельность, в частности, в 1361 году обрёл независимость Улус Орда-Эджена. Тем не менее до 1390-х годов Золотая Орда ещё оставалась более или менее единым государством, но с поражением в войне с Тамерланом и разорением экономических центров начался процесс распада, ускорившийся с 1420-х годов.
В 1420 году после гибели Едигея начался распад империи. В стране появилось несколько претендентов на власть, фактически разделивших страну на различные владения. В 1420 году на сарайский престол взошёл Улуг-Мухаммед при поддержке крымской знати и Великого княжества литовского. Пользуясь анархией, наступившей в Золотой Орде после гибели
Едигея, Улуг-Мухаммед выступив из Крыма, захватил власть в Волжской Булгарии и Хаджи-Тархане и провозгласил себя общеордынским xaнoм. Однако его власть распространялась лишь на западную часть государства. В восточной части Золотой Орды его власть не признавалась.
В это время из Золотой Орды выделяется Кок-Орда. Согласно завещанию
Едигея, его сыновья, ногайские эмиры, поддержали Хаджи-Мухаммад-хана из рода Шибанидов, не признавшего хана Улуг-Мухаммеда. Он стал правителем Улуса Шибана, и при поддержке сына Едигея Мансура объединил улусы правого крыла Кок-Орды и основал Сибирское (Тюменское) ханство с центром в городе Чимги-Тура (на месте современной Тюмени), где и был провозглашен ханом. Он не
предпринимал попыток захватить Поволжье.
Хаджи-Мухаммад-хан и его потомки продолжали именоваться ханами Дешт·и Кипчака, то есть считали себя преемниками золотоордынских государей, фактически они стали правителями нового государства, известного в историографии как «Государство кочевых узбеков». С этого времени восточная часть Золотой Орды окончательно вышли из-под власти сарайских ханов.
В 1428 образовалось Узбекское ханство, затем возникли Казанское (1438), Крымское (1441) ханства, Ногайская Орда (1440-е годы) и Казахское ханство (1465). После смерти хана Кичи-Мухаммеда в 1459 году, Золотая Орда перестала существовать как единое государство.
Главным среди джучидских государств формально продолжала считаться Большая Орда. В 1480 году Ахмат, хан Большой Орды, пытался добиться повиновения от Ивана III, но эта попытка окончилась неудачно, и Русь окончательно освободилась от татаро-монгольского ига. В начале 1481 года Ахмат был убит при нападении на его ставку сибирской и ногайской конницы. При его детях в начале XVI века Большая Орда прекратила своё существование.

## Налоговая система
В Золотой орде была развитая система налогов и сборов, изначально унаследованная из Монгольской империи. Одним из первых действий монголов в покоренных областях было введение налогов и создание фискального аппарата. Налоговая система в Орде была четко и жёстко регламентированной, а налоговые льготы носили адресный характер. Налоги могли иметь как денежное, так и натуральное выражение. Последняя разновидность является более древней и начала применяться ещё в правление Чингиз-хана.
Р. Ю. Почекаев разделяет золотоордынские налоги и сборы по группам: 1) основные налоги; 2) торговые, дорожные и пограничные налоги; 3) специальные сборы; 4) экстраординарные сборы; 5) повинности.
Основные налоги взимались со всех подданных золотоордынского хана, как с кочевого, так и с оседлого населения. Совокупность этих налогов и податей обозначалась термином «алба кубчири».
- Поземельный налог с оседлого населения назывался «борч харадж», в русских источниках именуемый «выход» или «ордынский выход».
- Подушный налог с кочевого населения назывался «тутун хараджи». В Средней Азии ставка этого налога составляла в денежном эквиваленте 15 динаров с богатых и 1 динар с бедных, а в Иране — соответственно 7 и 1 динар. Ставка его в Золотой Орде неизвестна, но по мнению Р. Ю. Почекаева она примерно соответствовала существовавшей в Иране.
- Натуральный налог с оседлого населения составлял 1/10 часть от урожая, и назывался «тагар» или амбарный сбор. По сведениям Джувейни считалось, что этот налог вводился с целью дальнейшего перераспределения среди малоимущего населения.
- Натуральный налог с кочевого населения взимался «копчур» — общий налог со скота, который составлял изначально 10 % от поголовья лошадей, коров, овец, но потом был снижен до 1 %
- «Поплужное» — другой вид земледельческого налога. Сбор с каждого плуга, то есть каждого хозяйства, обрабатывающего свой участок земли. Ставка его составляла, по сведениям французского дипломата XIII века Симона де Сент-Квентина, 3 аспра. Аспр являлся не конкретной монетой, а неким идеальным количеством серебра, изменяемом в зависимости от экономического состояния Золотой Орды.

Дорожные, пограничные, торговые налоги  — в большинстве случаев они взимались с ордынских и иностранных купцов, но также — и с других категорий
населения (не являвшихся торговцами), которым приходилось пересекать границу и провозить через неё какое-либо имущество. Несколько иной порядок существовал в отношении товаров, ввозимых на кораблях. Величина этого сбора зависела от количества мачт судна, он взимался при входе в порт и отплытии из него и заменял собой ввозную и вывозную пошлины.
Торговый сбор, наравне с поземельным налогом являлся одной из главных статей дохода ордынских ханов.
- Торговые сборы состояли из собственно торгового и весового. Торговый сбор в ордынской традиции назывался тамгой, и взимавший его чиновник — «таможенник», в знак того, что налог взят, ставил на товар отметку, также носившую название тамги. Ставка торгового сбора составляла в Золотой Орде 3 % от стоимости товара.
- Весовой сбор «тартанак» или «кантар», был тесно связан с тамгой. Его ставка устанавливалась в половину торгового налога. Единицей налогообложения тартанаком являлись не сами товары, а повозки, на которых они ввозились.
- Дорожный сбор «бадж», направлявшийся на содержание дорог.
- «Карауллук» — сбор за предоставление торговцам вооружённой охраны

Торговцы и путешественники также уплачивали ряд «транспортных сборов» — при переправе на лодке или на плоту, или проезде через мосты.
Специальные сборы  — распространялись на тех, кто занимался определённой деятельностью. Это налоги на использование недр и вод, куртовый сбор с изготовителей курта — творога и молочных изделий, с садов и виноградников, а также изготовления вина, с изготовителей стрел, с мелкого скота. В торговой сфере — сбор с посредника, сбор за изготовление контракта.
Чрезвычайные или экстраординарные сборы и повинности, которые взимались в определённых случаях. Чаще всего подобные сборы были связаны с
прибытием в регион высоких сановников, послов или ханских родственников, которым традиционно надлежало подносить дары и подарки, соответствующие их рангу и целям дарителей. Это так называемые «дары», «поминки», «запросы», «почестья», «доходы».
Повинности 
- Обязанность принимать проезжающих должностных лиц и дипломатов на постой «илчи-конак». Население обязано было предоставлять и транспортные средства и провизию: подводы «улаг», верховых лошадей «маль», провиант «улафа», фураж для скота «сусун». В ярлыках — «проезжих грамотах» устанавливались размеры содержания посланцев и должностных лиц в процессе их проезда к месту назначения, которые зависели от статуса путешественника, цели и пункта назначения.
- Повинности связанные с организацией военных походов. В неё входило принятие солдат на постой и подготовка для них провианта.
- Обеспечение безопасности в регионе — борьбу с разбойниками и грабителями — «караулук» или «ночной сбор». В её несении были заинтересованы сами местные жители, поскольку в случае ограбления проезжающих торговцев или чиновников местные жители должны были либо разыскать грабителей, либо за свой счёт возместить убытки потерпевшим. Повинность эта могла выражаться как в содержании присланных отрядов, так и в выделении людей из числа местных жителей для формирования собственных таких отрядов[77].

## Денежная система
В Золотой Орде с середины XIII до конца XV века существовала биметаллическая монетная система — чеканились серебряные и медные монеты. Выпуск золотых динаров производился только в Хорезме во второй половине XIV века, однако распространения за пределами города они не получили. Помимо хорезмийских, на территории Золотой Орды встречаются золотые иноземные монеты, чеканенные в Индии (делийские монеты). Однако индийские золотые монеты не получили распространения в денежной системе золотоордынского государства. Это может быть связано с государственным запретом на обращение иностранной монеты в Золотой Орде. Другой причиной этого явления, возможно, является экономическая политика султаната, направленная на реализацию скопившихся излишков золота и вывоз его в другие страны в обмен на серебро. В Индии серебро ценилось выше, чем, например, в Средней Азии и Иране.
Медные монеты именовались пулами. В отличие от серебряных монет они имели в основном местное значение, содействовали более интенсивному мелкому торгу. Наибольшее число пулов чеканилось в XIV веке, на который приходится вершина развития золотоордынских городов. Чеканка медных монет была напрямую связана с бурным расцветом городов в период правления Узбека и Джанибека.
На серебряных монетах XIII века проставлено слово «дирхем» («дирхам»). В настоящее время имеются основания считать, что для обозначения серебряных монет использовался также термин «данг». Таким образом, вероятно, не только термин «пул» для медных монет, но и термин «данг» (деньга) для серебряных монет проникли в русскую монетную систему напрямую из золотоордынской. Помимо монет в денежном обращении Золотой Орды были серебряные слитки — сумы (сомы). Они служили денежновесовой счетной единицей. Известно несколько десятков кладов, в составе которых были как монеты, так и слитки серебра.

Важнейшими центрами монетной чеканки в Поволжье были Сарай (Сарай ал-Махруса, Сарай ал-Джедид), Болгар (Болгарал-Махруса), Гюлистан («Сад роз»). Большое число монет чеканилось в Крыму (встречается и монеты с легендой «Солхат»), Азаке, Хаджи-Тархане, Мохши.

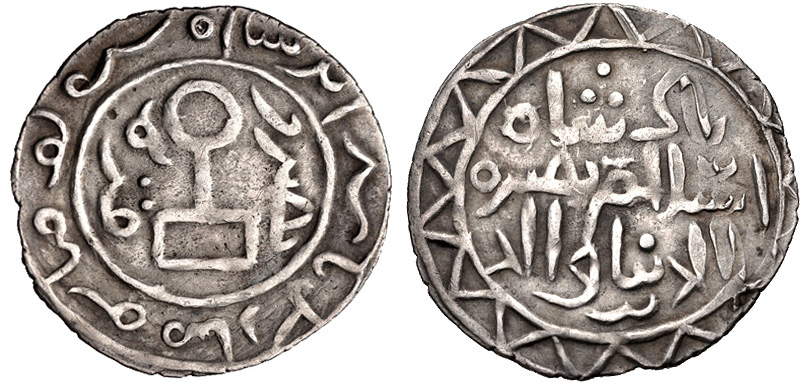
Монета хана Берке, отчеканенная в Солхате, датируемая 1257–1267 гг.
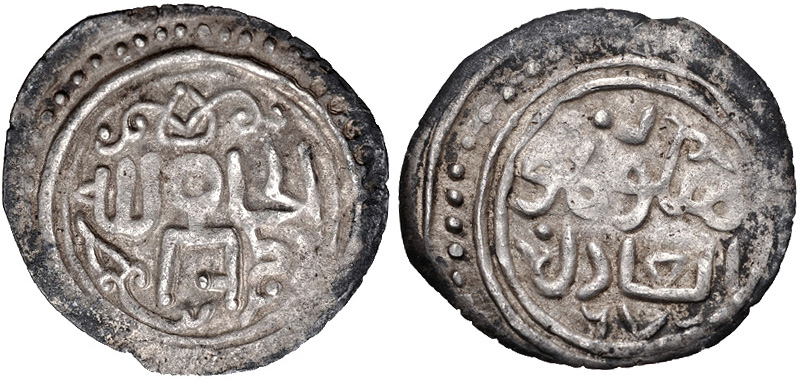
Монета хана Менгу-Тимура, отчеканенная в Болгаре, датируемая 1267–1280 гг.
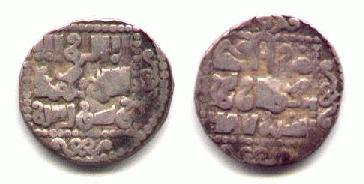
Монета хана Тула-Буги, датируемая ок. 1287–1291 гг.
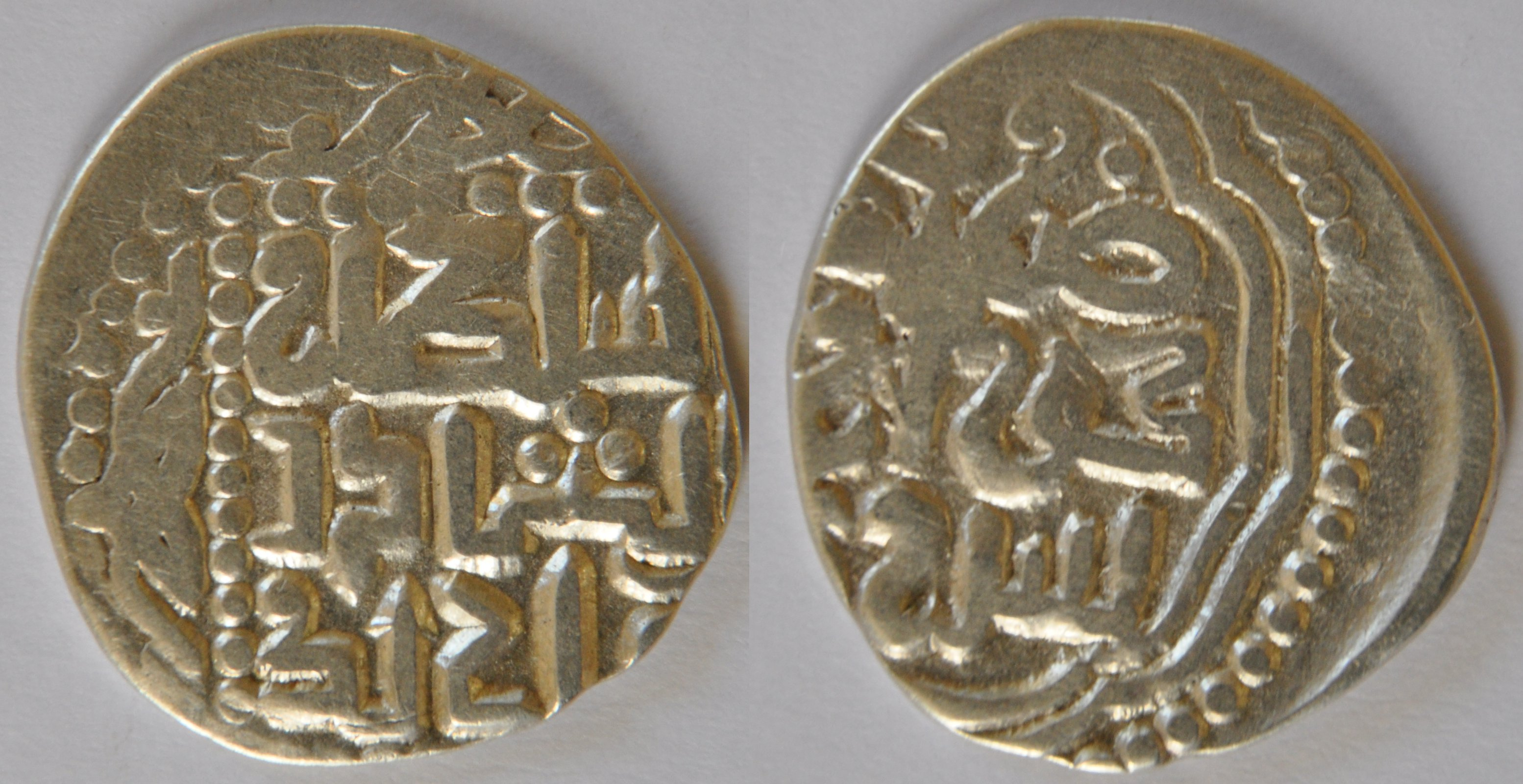
Монета хана Джанибека, датируемая ок. 1342–1357 гг.
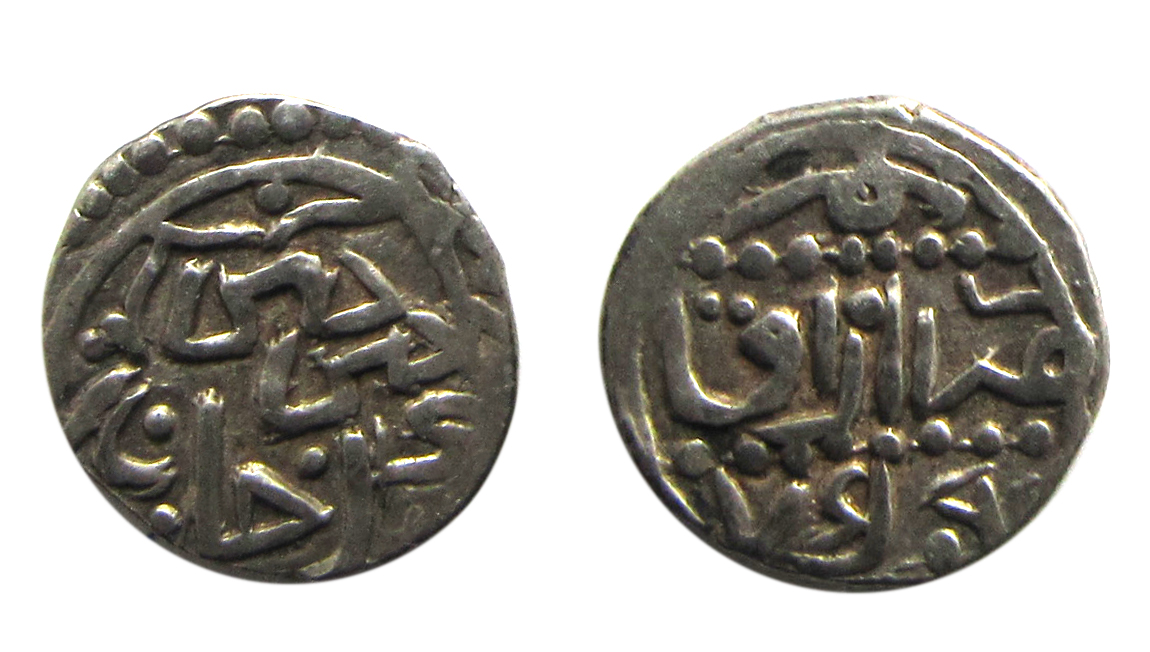
Монета хана Бердибека, отчеканенная в Азаке, датируемая ок. 1357 г.
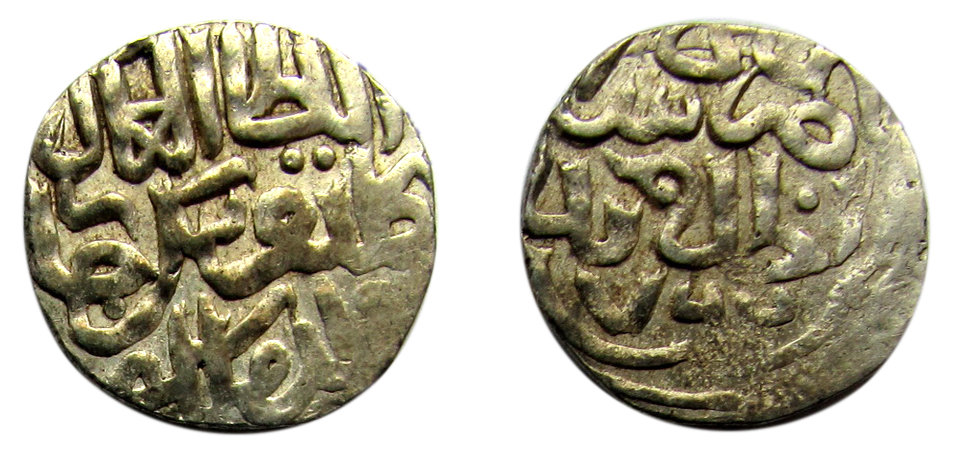
Монета хана Кильдибека, отчеканенная в Сарае-Берке, датируемая ок. 1360 г.
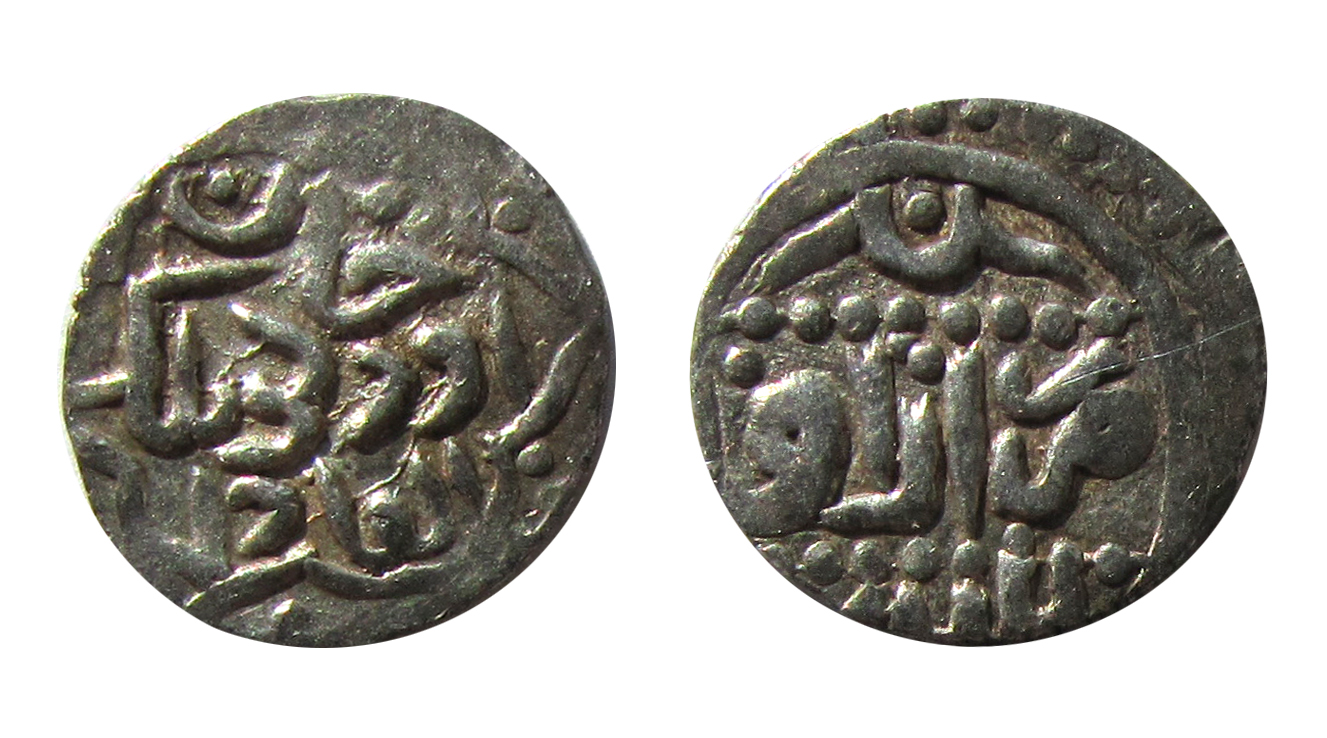
Монета хана Ордумелика, отчеканенная в Азаке, датируемая ок. 1360 г.
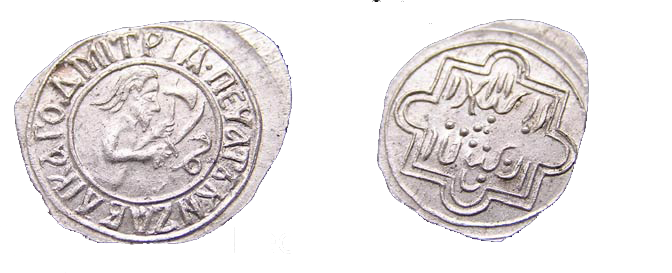
Московская монета 60-х годов XIV века, на аверсе — воин с саблей и секирой (возможный портрет Дмитрия Донского), на реверсе — арабская надпись с пожеланием долголетия Абдуллах-хану

## Города и торговля

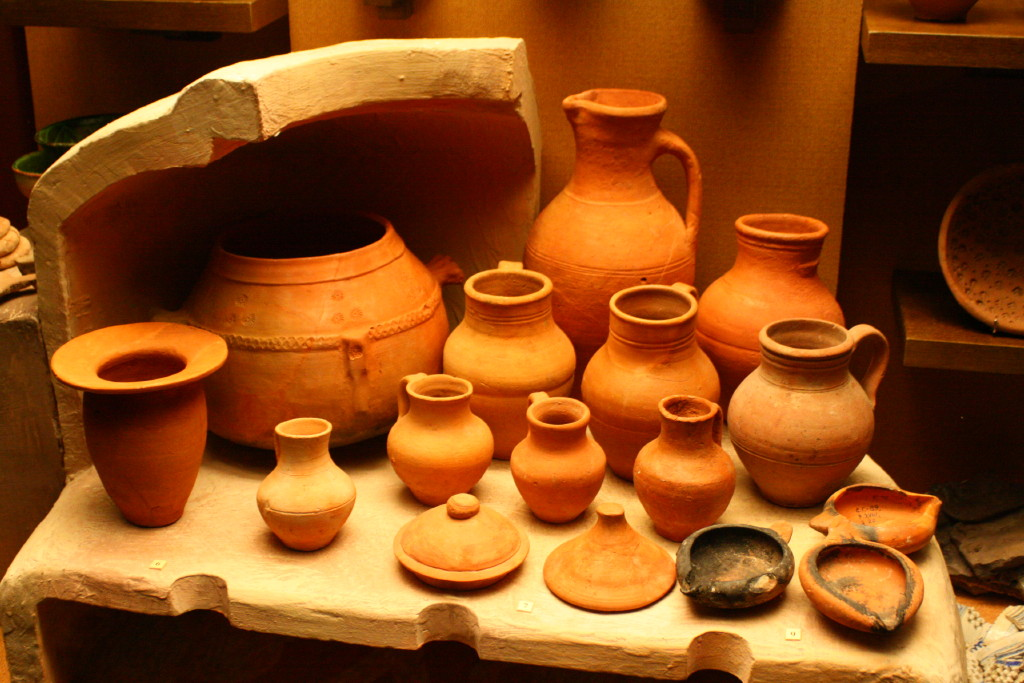
Керамика Золотой Орды в собрании Государственного исторического музея

На землях от Дуная до Иртыша археологически зафиксированы 110 городских центров с материальной культурой восточного облика, расцвет которых пришёлся на первую половину XIV века. Общее же число ордынских городов, по всей видимости, приближалось к 150.
Первой столицей Золотой Орды был Болгар. С конца XIII века столица была перенесена в нижнее течение реки Волга, в город Сарай. В первой половине XIV века столицей стал Сарай аль-Джедид, основанный ханом Узбеком.
Крупными центрами главным образом караванной торговли были города Сарай-Берке, Сарай аль-Джедид, Укек, Булгар, Хаджи-Тархан, Бельджамен, Казань, Джукетау, Маджар, Мохши, Азак, Ургенч, Сарайчик и другие.
Торговые колонии генуэзцев в Крыму (капитанство Готия) и в устье Дона использовались Ордой для торговли сукном, тканями и льняным холстом, оружием, женскими украшениями, ювелирными изделиями, драгоценными камнями, пряностями, ладаном, мехами, кожей, мёдом, воском, солью, зерном, лесом, рыбой, икрой, оливковым маслом и рабами.

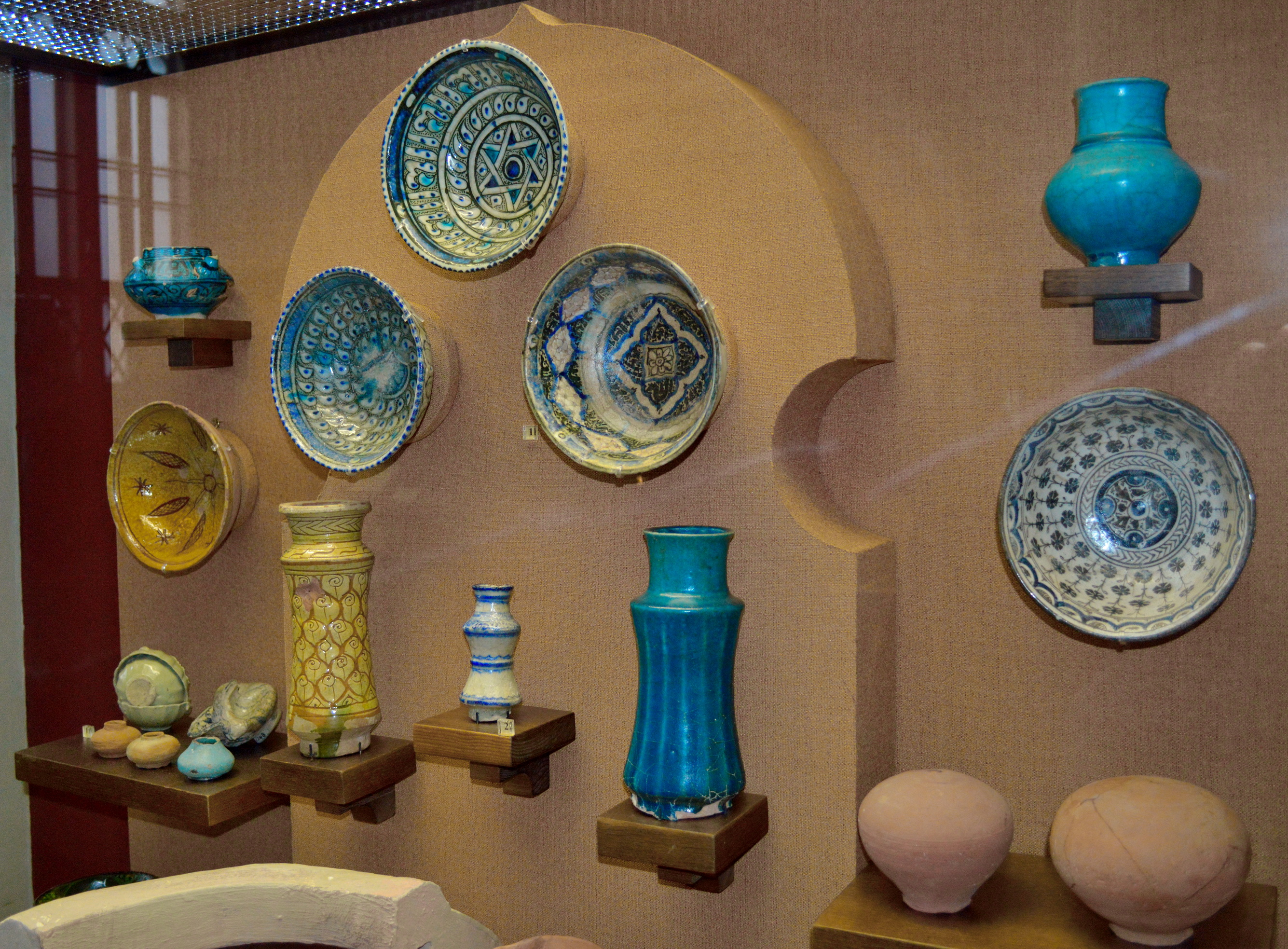
Поливная керамика Селитренного городища, XIV—XV века. ГИМ

Из крымских торговых городов начинались торговые пути, ведущие как в южную Европу и Средиземноморье (морские), так и в Среднюю Азию, Индию и Китай (сухопутные караванные). Торговые пути, ведущие в Среднюю Азию и Иран, проходили по Волге. Через волгодонскую переволоку была связь с Доном и через него с Азовским и Чёрным морем. Для указанного периода маршруты восток-запад можно объединить как северную ветвь Великого шелкового пути.
Внешние и внутригосударственные торговые отношения обеспечивались серебряными дирхемами, а также подобными им монетами собственной чеканки под названием данг, медными пулами и сумами.
По этим же торговым маршрутам ко времени расцвета Орды в 1340—1350 годах с востока на запад прошло распространение Чёрной смерти — второй пандемии чумы. Позднее были мелкие возвратные волны. Чума и вызванная ей массовая смертность, в первую очередь в городах, также ускорила закат государства. К 1346 году чума дошла до низовьев Дона и Волги и опустошила столицу и близлежащие города. Русский летописный свод 1497 года в записи за 1346 года содержит сведения о сильном море в Орде:
Бысть мор силён под восточною страною: на Орначи, и на Азсторокань, на Сараи, на Бездежь, и на прочии грады во странах тех, на босурмене, на Татары, на Ормены, на Обезы, на Фрязи, на Черкасы, яко не бысть кому погребати их.

## Население
Население Золотой Орды было многоэтничным — здесь были представлены предки всех народов, которые ныне живут на территории бывшей Золотой Орды. Большую часть населения Орды составляли тюркские кочевые племена, преимущественно потомки кипчаков. Тюркоязычные народности были доминирующим населением степных и лесостепных зон и ряда оседлых областей — Хорезма, Среднего и Нижнего Поволжья, части Северного Кавказа и Крыма. В подавляющем большинстве они были носителями кыпчакского и частично огузских наречий.
Тюркское население Улуса Джучи было представлено такими общностями, как кыпчаки, волжские булгары, башкиры. На окраинах империи было немало представителей ираноязычных, кавказо-иберийских, алано-черкесских (ясы, аланы, черкесы), финно-угорских (мордва, марийцы, удмурты) и восточнославянских народов; проживали также буртасы. Немногочисленная монгольская верхушка очень быстро ассимилировалась среди местного тюркского населения. К концу XIV — началу XV века в русских летописях кочевое население Улуса Джучи обозначалось этнонимом «татары». Тюркские кочевые племена Орды в средневековых источниках обозначались общим именованием «татары».
В западном «крыле» государства во второй половине XIII—XIV веках тюркские племена, видимо, сливались в единую этническую общность. В восточном «крыле» продолжала существовать прочная племенная структура
В Золотой Орде произошло формирование ряда современных народов, а именно: волжских татар, сибирских татар, крымских татар, казахов, каракалпаков, ногайцев.

## Культура
Важной характерной чертой формирования государственности Золотой Орды как средневековой империи было то, что она, объединив различные народы, обладавшие своими культурно-историческими традициями, смогла создать особую золотоордынскую цивилизацию. Ислам, ставший официальной религией в Золотой Орде, внёс в средневековую тюрко-татарскую культуру свой колорит и стилевые особенности. Золотоордынский период был временем взлета тюркской исламской высокой культуры.
После принятия ханом Узбеком ислама в качестве государственной религии произошла интеграция Золотой Орды в мировую исламскую культуру, по правилам которой формировалась общественная и духовная жизнь населения. На народы, населявшие Золотую Орду, стали оказывать влияние мусульманские ученые из Средней Азии, в частности Бухары и Хорезма.
В Золотой Орде сложилась разветвленная система мусульманских учреждений: мечетей, медресе, мектебе, ханак, завие, обителей (текие), мавзолеев (дюрбе).
Мечети в городах Золотой Орды являлись центром духовной жизни. Самыми известными является мечеть города Булгара постройки 30-40 годах XIII века, мечеть, построенная по повелению Узбек-хана (1314) и «мечеть Бейбарса» (1288), названная так в честь мамлюкского султана Египта, который пожертвовал средства на её постройку.
Медресе представляли собой опору религии, именно оттуда выпускались законоведы, духовные наставники, теологи. Строительство медресе и его материальное обеспечение считалось богоугодным делом и свидетельствовало о благочестии основателя. Поэтому эти учреждения часто основывались правителями, высшими чиновниками, представителями знати.
Рибата, ханака, завия и текие были предназначены для суфийских орденов и играли роль обителей для суфиев, странствующих в поисках религиозных знаний.
Рибаты представляют собой «укрепленные сооружения», в которых жили воины-аскеты, посвятившие себя делу защиты и расширения границ ислама. Архитектурный облик этих сооружений отличается военно-религиозным характером.
Ханака строились внутри городов, и в отличие от рибатов они не имели оборонительных функций, а представляли собой место для совершения суфийских обрядов.
Завие представлял собой странноприимный дом для странствующих дервишей и паломников, совершающих хадж. Здесь путники могли получить кров и пищу.

### Наука
Медресе зачастую выполняло функцию развития других наук: в них располагались библиотеки и здесь совершенствовали свое образование ученые. При правлении Узбек-хана Золотая Орда достигла пика своего могущества, ко дворцу хана приглашались не только богословы и факихи, но и ученые в области математики, астрономии.

### Искусство
Искусство ханств которые получили независимость от Золотой Орды, впоследствии стало образцом для подражания в творчестве русских мастеров Московского Царства. Это выделяется в характерных для XV—XVI веках композициях и мотивах орнамента, которые стали очень популярными в убранстве русской архитектуры.
Также, влияние моды Золотой Орды ощущалась в украшении ювелирных украшениях, тканях, покрое боярской одежды и обуви, а также предметах обихода царского двора.

## Армия
Подавляющей частью ордынского войска являлась конница, использовавшая в бою традиционную тактику ведения боя мобильными конными массами лучников. Её ядром были тяжеловооружённые отряды, состоявшие из знати, основой которых была гвардия ордынского правителя. Помимо ордынских воинов, ханы набирали в войско солдат из числа покорённых народов, а также наёмников из Поволжья, Крыма и Северного Кавказа. Основным оружием ордынских воинов был сложноставной лук восточного типа, которым ордынцы пользовались с большим мастерством. Широко распространены были и копья, применявшиеся ордынцами во время массированного копейного удара, следовавшего за первым ударом стрелами. Из клинкового оружия наиболее популярными были палаши и сабли. Распространено было и ударно-дробящее оружие: булавы, шестопёры, чеканы, клевцы, кистени.
Среди ордынских воинов были распространены ламеллярные и ламинарные металлические панцири, с XIV века — кольчуги и кольчато-пластинчатые доспехи. Самым распространённым доспехом был хатангу-дегель, усиленный изнутри металлическими пластинами (куяк). Несмотря на это, ордынцы продолжали пользоваться ламеллярными панцирями. Пользовались монголы и доспехами бригантинного типа. Получили распространение зерцала, ожерелья, наручи и поножи. Мечи практически повсеместно были вытеснены саблями. С конца XIV века на вооружении появляются пушки. Ордынские воины стали применять также полевые укрепления, в частности, большие станковые щиты-чапары. В полевом бою они также использовали некоторые военно-технические средства, в частности, арбалеты.

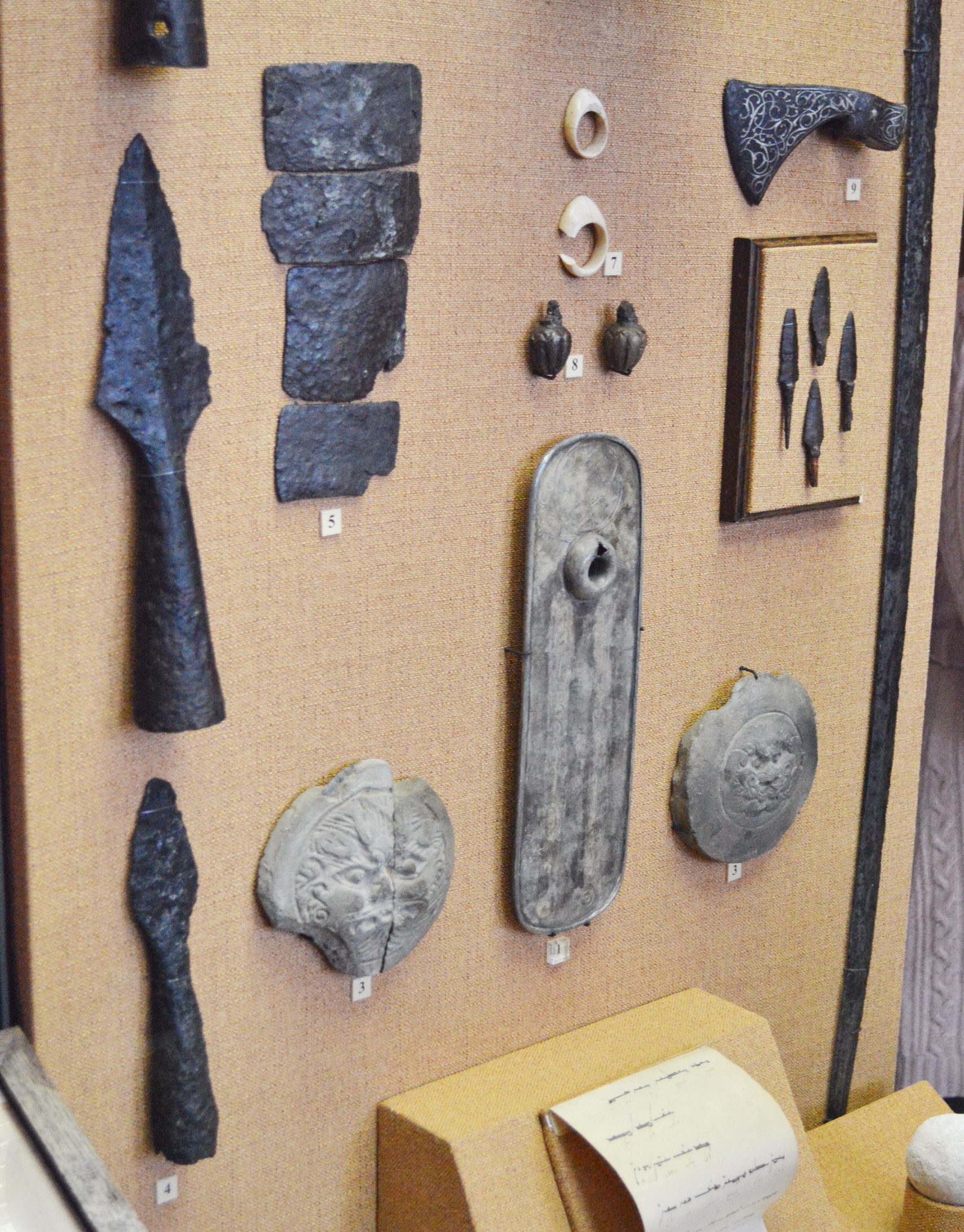
Наконечники копий, пластины доспеха, перстни для натягивания лука, гири кистеней, топорик, наконечники стрел
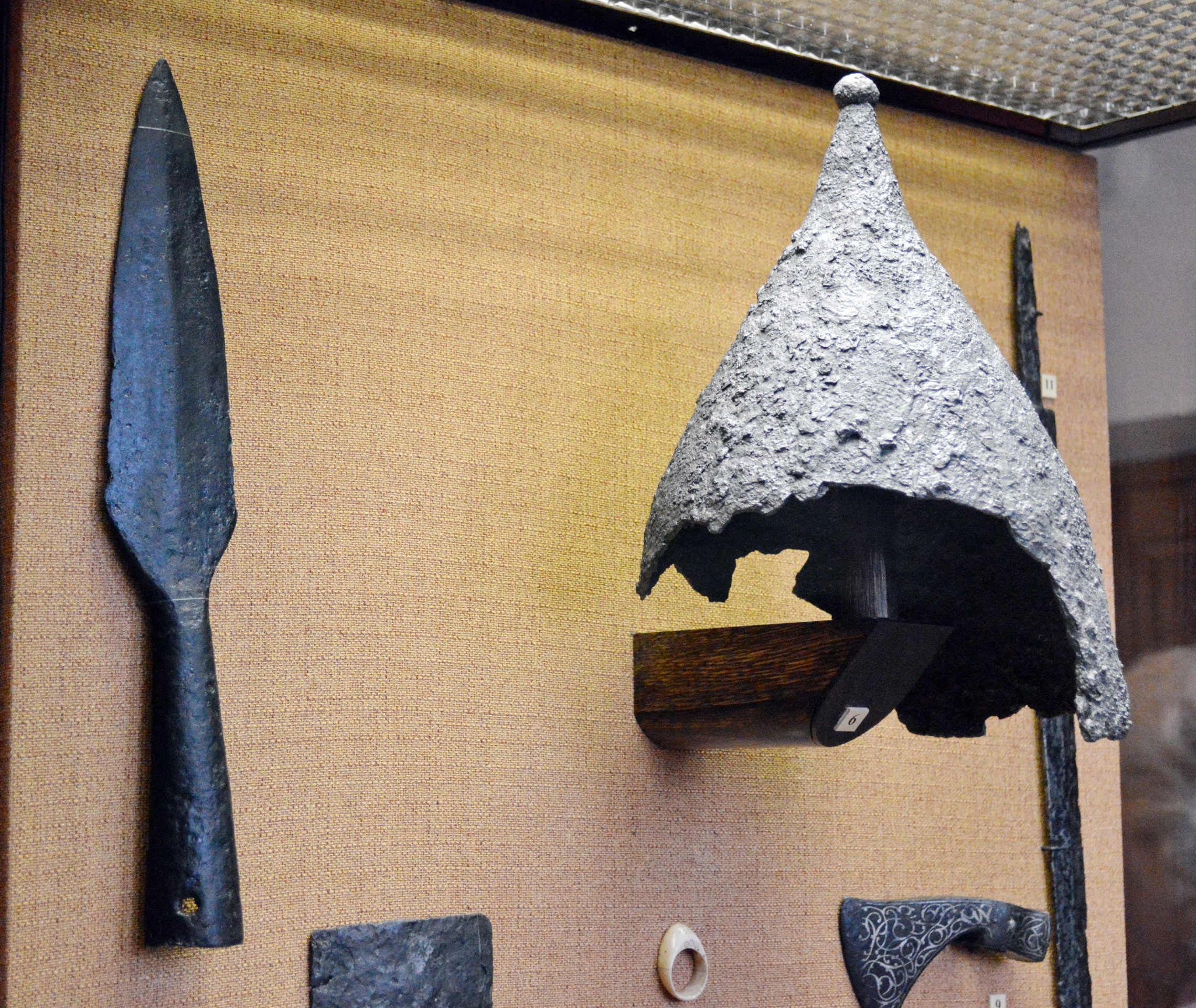
Наконечник копья и шлем

## Правители Улуса Джучи
| №                                             | Улусный правитель                    | Начало правления                     | Конец правления                      | Примечание                           |                                      |                                      |
| Улус Монгольской империи (1224—1269)          | Улус Монгольской империи (1224—1269) | Улус Монгольской империи (1224—1269) | Улус Монгольской империи (1224—1269) | Улус Монгольской империи (1224—1269) | Улус Монгольской империи (1224—1269) | Улус Монгольской империи (1224—1269) |
| --------------------------------------------- | ------------------------------------ | ------------------------------------ | ------------------------------------ | ------------------------------------ | ------------------------------------ | ------------------------------------ |
| 1                                             | Джучи                                | 1224                                 | 1227                                 | старший сын Чингисхана               |                                      |                                      |
| 2                                             | Бату                                 | 1227                                 | 1255                                 | второй сын Джучи                     |                                      |                                      |
| 3                                             | Сартак                               | 1255                                 | 1256                                 | сын Бату                             |                                      |                                      |
| 4                                             | Улагчи                               | 1256                                 | 1257                                 | сын Сартака                          |                                      |                                      |
| 5                                             | Берке                                | 1257                                 | 1266                                 | сын Джучи                            |                                      |                                      |
| 6                                             | Менгу-Тимур                          | 1266                                 | 1269                                 | из рода Бату                         |                                      |                                      |
| Независимо от Монгольской империи (1269—1459) |                                      |                                      |                                      |                                      |                                      |                                      |
| №                                             | Хан                                  | Начало правления                     | Конец правления                      | Примечание                           |                                      |                                      |
| 1                                             | Менгу-Тимур                          | 1269                                 | 1282                                 | из рода Бату                         |                                      |                                      |
| 2                                             | Туда-Менгу                           | 1282                                 | 1287                                 | из рода Бату                         |                                      |                                      |
| 3                                             | Тула-Буга                            | 1287                                 | 1291                                 |                                      |                                      |                                      |
| 4                                             | Тохта                                | 1291                                 | 1312                                 | из рода Бату                         |                                      |                                      |
| 5                                             | Узбек-хан                            | 1313                                 | 1341                                 | из рода Бату                         |                                      |                                      |
| 6                                             | Тинибек                              | 1341                                 | 1342                                 | из рода Бату                         |                                      |                                      |
| 7                                             | Джанибек                             | 1342                                 | 1357                                 | из рода Бату                         |                                      |                                      |
| 8                                             | Бердибек                             | 1357 (758 Г.Х.)                      | 1359 (760 Г.Х.)                      | из рода Бату                         |                                      |                                      |
| 9                                             | Кульпа                               | август-сентябрь 1359 (760 Г.Х.)      | январь 1360 (761 Г.Х.)               |                                      |                                      |                                      |
| 10                                            | Науруз                               | 28 февраля 1360                      | май-июнь 1360 или весна 1361         |                                      |                                      |                                      |
| 11                                            | Хизр-хан                             | май-июнь 1360 или весна 1361         | август 1361                          | из рода Шибана                       |                                      |                                      |
| 12                                            | Тимур-Ходжа                          | август 1361                          | сентябрь 1361                        | из рода Шибана                       |                                      |                                      |
| 13                                            | Орду-Мелик (Орду-Шейх)               | сентябрь 1361                        | октябрь 1361                         | из рода Тука-Тимура                  |                                      |                                      |
| 14                                            | Кильдибек                            | октябрь 1361                         | сентябрь 1362                        |                                      |                                      |                                      |
| 15                                            | Мурид (Мюрид)                        | сентябрь 1362                        | осень 1364                           | из рода Шибана                       |                                      |                                      |
| 16                                            | Мир Пулад                            | осень 1364                           | сентябрь 1365                        | из рода Шибана                       |                                      |                                      |
| 17                                            | Азиз-шейх                            | сентябрь 1365                        | 1367                                 |                                      |                                      |                                      |
| 18                                            | Абдуллах-хан                         | 1367                                 | 1368                                 |                                      |                                      |                                      |
| 19                                            | Хасан-хан                            | 1368                                 | 1369                                 |                                      |                                      |                                      |
| 20                                            | Абдуллах-хан                         | 1369                                 | 1370                                 |                                      |                                      |                                      |
| 21                                            | Мухаммед Булак-хан                   | 1370                                 | 1372                                 |                                      |                                      |                                      |
| 22                                            | Урус-хан                             | 1372                                 | 1374                                 |                                      |                                      |                                      |
| 23                                            | Черкес-хан                           | 1374                                 | начало 1375                          |                                      |                                      |                                      |
| 24                                            | Мухаммед Булак-хан                   | начало 1375                          | июнь 1375                            |                                      |                                      |                                      |
| 25                                            | Урус-хан                             | июнь 1375                            | июль 1375                            |                                      |                                      |                                      |
| 26                                            | Мухаммед Булак-хан                   | июль 1375                            | конец 1375                           |                                      |                                      |                                      |
| 27                                            | Каганбек (Айбек-хан)                 | конец 1375                           | 1377                                 |                                      |                                      |                                      |
| 28                                            | Арабшах (Кары-хан)                   | 1377                                 | 1380                                 |                                      |                                      |                                      |
| 29                                            | Тохтамыш                             | 1380                                 | 1398                                 |                                      |                                      |                                      |

### Период распада Золотой Орды
| 30 | Тимур Кутлуг      |                                              | 1398-1400                              | |
| 31 | Шадибек           |                                              | 1399—1407                              | |
| 32 | Пулад-хан         |                                              | 1407—1411                              | |
| 33 | Тимур-хан         |                                              | 1411—1412                              | |
| 34 | Джалал ад-Дин-хан |                                              | 1412—1413                              | |
| 35 | Керим-Бирди       |                                              | 1413—1414                              | |
| 36 | Кепек             |                                              | 1414—1414                              | |
| 37 | Чекре             | 816—818                                      |                                        | сын Акмыла, сына Менгасира, сына Абая, сына Уз-Тимура, сына Тука-Тимура. Ставленник Едигея. |
| 38 | Джаббар-Бирди     | 817—819                                      |                                        | сын Тохтамыша. Ставленник Витовта. Джаббар-Бирди был коронован в Вильне. Ему были приданы войска литовских татар, а также самих литовцев под командованием маршала Радзивила. С их помощью Джаббар-Бирди уже в 817 г.х. овладел Сарайским престолом. Ему пришлось бороться и с Чекре, и со своим братом Керим-Бирди. |
| | Гийас ад-Дин I    | 819                                          |                                        | сын Таш-Тимура. Интронизирован Витовтом. |
| | Сайид-Ахмед I     | 819                                          | 1416                                   | сын Керима-Бирди. Ставленник антилитовской коалиции. |
| 39 | Дервиш            | 818—822                                      |                                        | сын Алты-Куртка, сына Мамки, сына Менгасира, сына Абая, сына Уз-Тимура, сына Тука-Тимура. Интронизирован Едигеем. Дервиш и Едегей контролировали большую часть Золотой Орды, в том числе и Крым. |
| 40 | Кадыр-Бирди       | 822                                          |                                        | сын Тохтамыша. Эмиры, противоборствовавшие Едегею провозглашают Кадыр-Бирди ханом и вступают с Едегеем в вооружённое противостояние, закончившееся в том же 822 г.х. смертью обоих лидеров. |
| 1420 год. Смерть Едигея. Отделяется Сибирское (Тюменское) ханство под руководством Ходжи-Мухаммеда |                   |                                              |                                        | |
| | Бек-Суфи          | 822—824                                      |                                        | сын Бектута, сын Данишманда, сын Байана, сын Тука-Тимура. Был компромиссным вариантом для Едигея и Витовта. В 822 г.х. он был объявлен ханом. Не имел ни амбиций, ни возможностей на занятие Сарайского престола. Правил только в крымской части Улуса Джучи. Смерть Бек-Суфи наступила в 1421 году (824 г.х.). |
| 41 | Мухаммед          | 822—826                                      |                                        | Нумизматические и летописные данные свидетельствуют о том, что с 822 по 826 гг.х. Золотой Ордой правит Мухаммед-хан. В настоящее время окончательно не ясно, кто был «ханом Мухаммедом». Самым вероятным является то, что одновременно в разных частях государства воцарились несколько ханов с именем Мухаммед. |
| 42 | Мухаммед-Барак    | 826                                          | —1428                                  | сын Куйурчака, сына Урус-хана, сына Бадика, сына Тимур-Ходжи, сына Уз-Тимура, сына Тука-Тимура. Мухаммед-Барак бежал в 822 г.х. к Тимуридам в Самарканд ко двору мирзы Улугбека, сына Шахруха. Получив там помощь и людей, Барак подчиняет Кок-Орду и в 1420—1421 году вторгается в Поволжье и наносит поражение Улуг-Мухаммеду. В 824 г.х. за власть борются сначала Мухаммед, Бек-Суфи и Барак. Но Бек-Суфи умер и власть продолжают оспаривать Мухаммед, Барак и воцарившийся в конце года в Крыму Девлет-Бирди. Борьба закончилась в 826 г.х. победой Барака. В 1425—1426 году был разбит Улуг-Мухаммедом и отступил в восточный Дешт-и-Кипчак. |
| | Девлет-Бирди      | 824-826                                      |                                        | сын Таш-Тимура. Возведён на престол пролитовской партией. Находился в Крыму. Был вынужден сражаться как с Мухаммедом, правителем Престольного Улуса, так и с Бараком. В 826 г.х., узнав о победе Барака над Мухаммедом, Девлет-Бирди отправился в Дешт-и-Кипчак попытать свое счастье в борьбе за «Саинский Престол». 827 г.х. проходит в борьбе между Девлет-Бирди и Бараком. |
| | Худайдат          | 824                                          |                                        | сын Али, сына Джаная, сына Тулек-Тимура, сына Кончака, сына Сарича, сына Уз-Тимура, сына Тука-Тимура. Был интронизирован своими сторонниками после смерти Бек-Суфи. В 825 г.х. потерпел поражение от Мухаммеда-Барака. На протяжении всего своего «царствования» Худайдат так и не добился каких-либо значительных достижений. |
| | Гийас ад-Дин II   |                                              | 1421                                   | сын Шадибека. Лидер проедегеевской партии. В 826 г.х. после смерти хана Хаджи-Мухаммеда, убитого Бараком, к нему приходит Мансур, сын Едигея. Гийас ад-Дин овладел Булгаром, а позже и другими частями государства. В 828 г.х. сумел уже захватить Сарай, откуда был выбит в 829 г.х. войсками Улуг-Мухаммеда. |
| В 828 г.х. в Золотой Орде — шесть правителей: Худайдат, Улуг-Мухаммед, Девлет-Бирди, Мухаммед-Барак, Гийас ад-Дин, шестой — либо Тукатимурид Мухаммед ибн Тимур, либо один из Шибанидов — Махмуд-Ходжа ибн Каганбек, Махмуд ибн Хаджи-Мухаммед или Джумадук ибн Суфи |                   |                                              |                                        | |
| | Улуг-Мухаммед     |                                              | 1420—1437, с перерывами 1419—1437/1445 | сын Хасана, сына Джаная, сына Тулек-Тимура, сына Кончака, сына Саричи, сына Уз-Тимур, сына Тука-Тимура. Одна из возможных кандидатур на личность «Мухаммед-хана», управлявшего Золотой Ордой в 822—826 гг.х. В 829 г.х. Улуг-Мухаммед выступает из Крыма в Дешт-и-Кипчак и побеждает Барака и Гийас ад-Дина. Улуг-Мухаммед берет под свой контроль центральные части государства. В Крым возвращается Девлет-Бирди. Барак правит в восточной части государства, а также частью Хорезма и Сыгнаком. В 831 г.х. Девлет-Бирди захватывает центральный улус, чеканит монеты в Хаджи-Тархане и Сарае, но в этом же году и умирает. Практически все государство достается Улуг-Мухаммеду. В 832 г.х. у Улуг-Мухаммеда появился грозный соперник Мухаммед, сын Тимура, который правит восточной частью Дешт-и Кипчака В октябре 1430 года (834 г.х.) умирает надёжный союзник Улуг-Мухаммеда Витовт. Князем Великого княжества литовского становится Свидригайло Ольгердович, с которым Улуг-Мухаммед заключает договор о союзе. Но пришедшие «на помощь» Свидригайло татарские войска Киевщину и Северскую землю. В ответ на это Свидригайло поссорился с Улуг-Мухаммедом и помог Сай-ид-Ахмеду II вернуться к власти. Улуг-Мухаммед и его потомки в последующем укрепились на Средней Волге, вначале Улуг-Мухаммед и его сын Махмудек продолжали считать себя ханами Золотой Орды, татарскими царями, однако постепенно они превратились в ханов казанского вилаета. |
| | Сайид-Ахмед II    |                                              |                                        | сын Бек-Суфи |
| | Кучук-Мухаммед    | провозглашен ханом в промежутке 829—831 г.х. |                                        | сын Тимура, сына Тимур-Кутлука. После убийства Барака Кучук-Мухаммед стал единоличным правителем восточной части государства, выдавив Урусханидов в сторону Моголистана. Кучук-Мухаммед переключил свое внимание на левое крыло государства, предпринимая попытки осилить Улуг-Мухаммеда. К концу 1437 года Кучук-Мухаммед победил Улуг-Мухаммеда, выдавив того в Северную часть государства. |
| | Абу-л-Хайр-хан    |                                              |                                        | Абу-л-Хайр Убайдаллах-хан бен Даулат Шайх-оглан бен Ибрахим бен Пулад — первый хан Шибанидского Узбекского ханства (государства кочевых узбеков). Весной 1429 года в Чинги-Туре Абу-л-Хайр-султан принял ханский титул (Абу-л-Хайр Убайдаллах-хан). Его поддержала значительная часть высшей аристократии Восточного Дешт-и Кипчака из числа потомков Джучи-хана. Абу-л-Хайр-хан декларировал претензии на верховную власть. Он начал чеканку монет в Чимги-Туре и потребовал подчинения от других шибанидских ханов и султанов. Своей целью он ставил не только восстановление единого Шибанидского улуса, но и восстановление Джучидского государства на всей территории Дешт-и Кипчака — от Поволжья до Восточного Казахстана. В 1430 году на берегах Тобола Абу-л-Хайр-хана разбил своего главного соперника за власть в Шибанидском Улусе — Махмуд Ходжа-хана, владеющего Южным Притобольем. В 1431 году Абу-л-Хайр осуществил удачный поход на Хорезм. В 1431—1432 годах организовал поход в Нижнее Поволжье против правителей из Большой Орды — Ахмад-хана и Махмуд-хана сыновей Кучук-Мухаммеда, и разбил их. Абу-л-Хайр-хан захватил их кочевую ставку Орду-Базар и выпустил там монету как верховный хан Джучидского государства. Вмешательство Абу-л-Хайр-хана в дела Нижнего Поволжья было кратковременным и не сыграло существенной роли в истории ожесточенной борьбы за сарайский престол.                                                       |

### Беклярибеки
- Ногай, правнук Джучи, беклярбек (1256—1267, 1280—1300)
- Иксар (Ильбасар), сын Тохты, беклярбек (1299/1300—1309/1310)[121]
- Тимур Кутлуг, беклярибек (ок. 1309/1310—1321/1322)[122]
- Мамай, беклярибек (1357—1359, 1363—1364, 1367—1369, 1370—1372, 1377—1380)
- Едигей, сын Мангыт Балтычак-бека, беклярибек (1395—1419)
- Мансур-бий, сын Едигея, беклярибек (1419)
- Наурус-бий, беклярибек при Улуг-Мухаммеде и Кичи-Мухаммеде.

## Символы по западноевропейским источникам
Города Золотой Орды в XIV веке изображены с поднятыми знамёнами с красной тамгой дома Бату. Знамёна можно увидеть во всех городах Золотой Орды в Каталонском атласе (1375) и в портулане Дульсерта (1339).

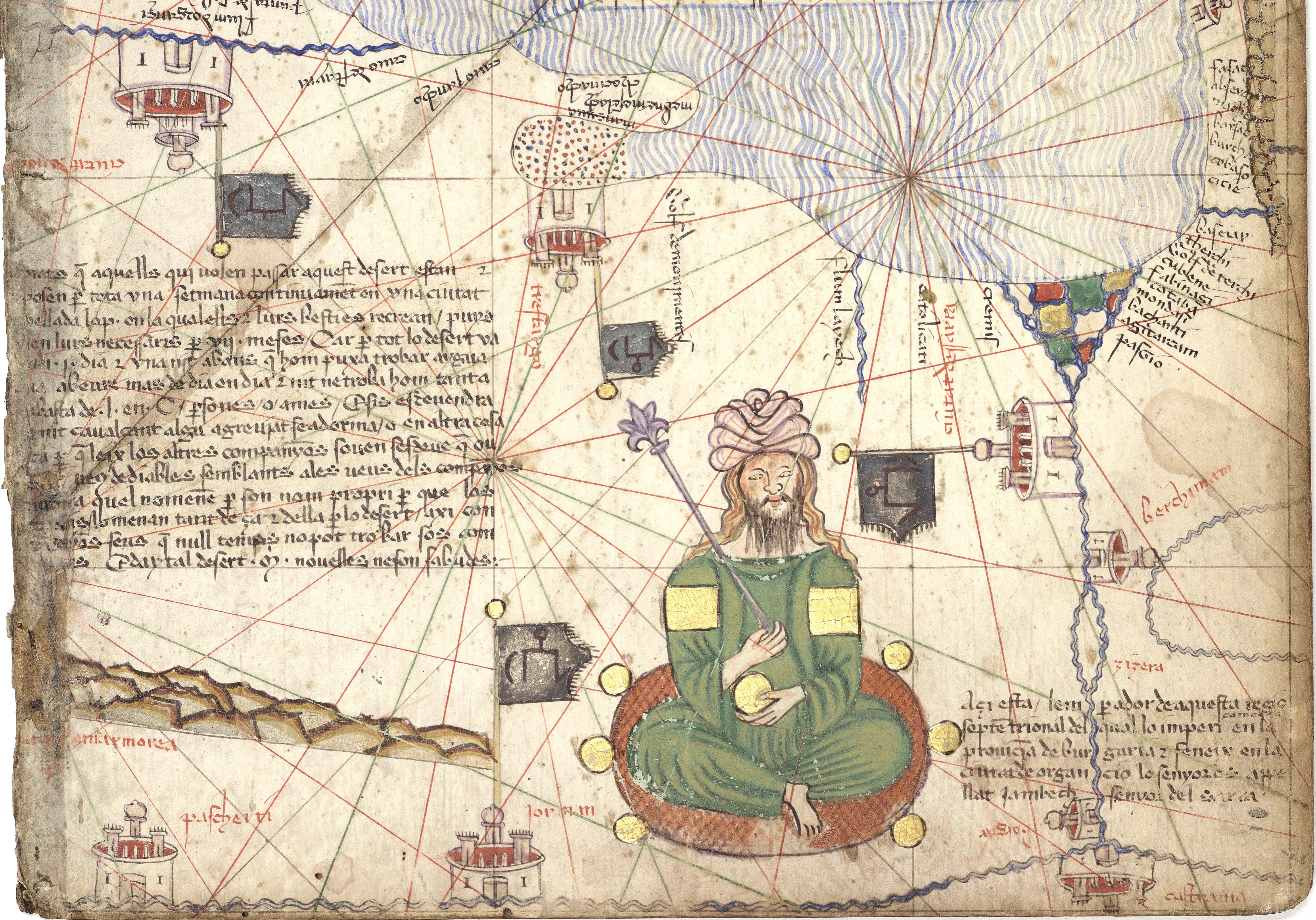
Золотая Орда в Каталонском атласе
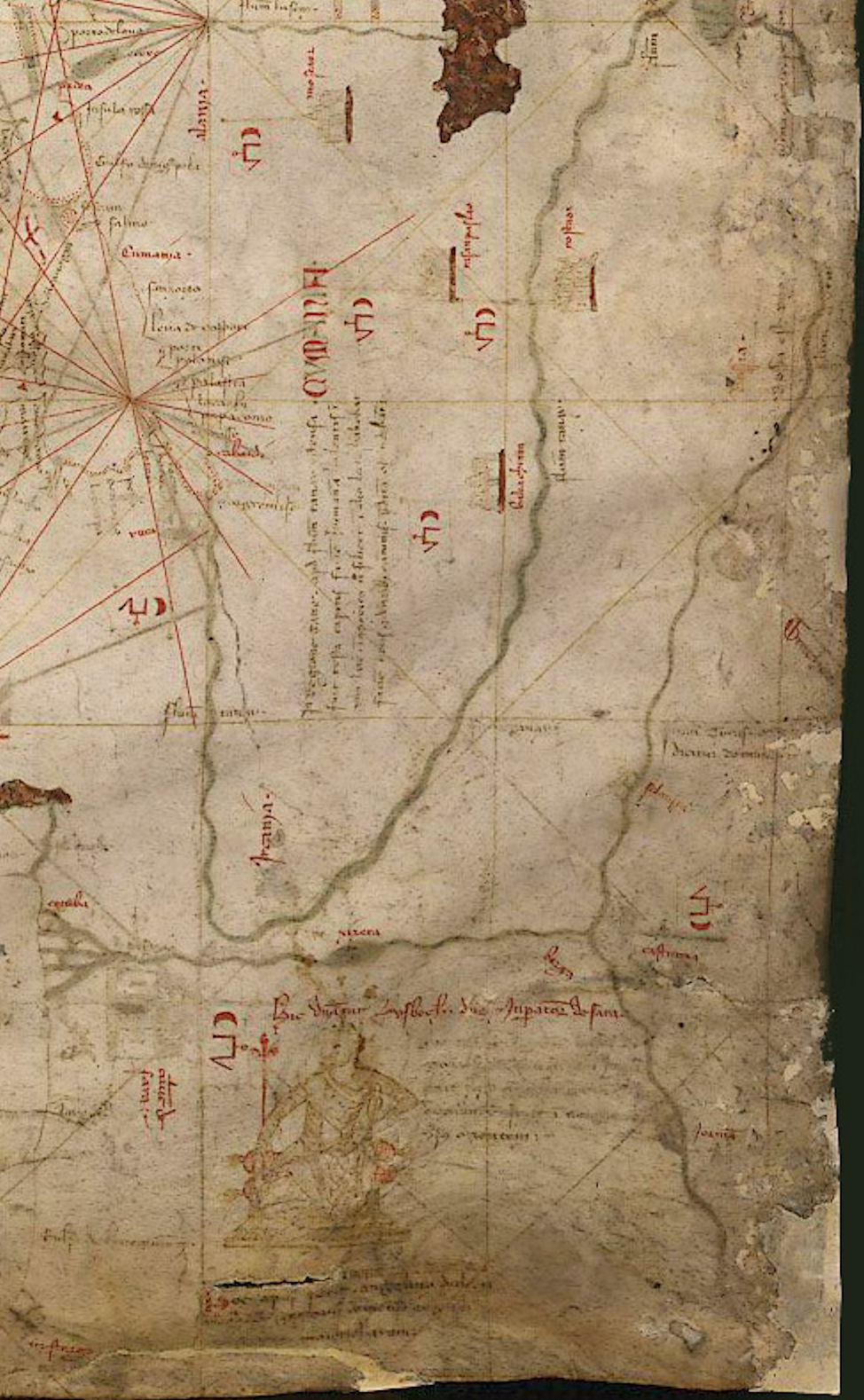
Золотая Орда в портулане Дульсерта

## Комментарии
1. ↑  Белгород, Маврокастро, Монкастро, ныне Бегород-Днестровский
2. ↑   Чекре-оглан (Чакире-оглан) — по данным «Книги побед» Шериф-ад-Дина Йезди, являлся тридцатым великим ханом Джучиева Улуса после Керим-берди и перед Дервиш-огланом (Селезнев, 2013, с. 214)
3. ↑   Возможные кандидатуры: 
 1. (Улуг-) Мухаммед, сын Хасана, сына Джине, сына Тулек-Тимура, сына Конча-ка, сына Саричи, сына Уз-Тимура, сына Тукай-Тимура 

2. (Хаджи-) Мухаммед, сын Али, сына Бек-Хванди, сына Минг-Тимура, сына Бадакула, сына Джучи-буги, сына Бахадура, сына Шибана

3. (Кучук-) Мухаммед, сын Токтамыша

4. (Кичи-) Мухаммед, сын Тимура, сына Тимур-Кутлука

5. В настоящее время не известно мусульманское имя хана Худайдата, сына
Али, внука Джине, приходившегося Улуг-Мухаммеду, Гийас ад-Дину I и Девлет-Бирди
двоюродным братом. Если предположить, что его мусульманское имя также было
«Мухаммед», то он тоже является кандидатом на эту позицию (Рева, 2016, с. 717)